# Castelo de Malbork
O Castelo de Malbork (Zamek w Malborku, em polaco; Ordensburg Marienburg, em alemão) é um castelo construído pela Ordem dos Cavaleiros Teutónicos, uma ordem religiosa católica romana alemã de cruzados. Situa-se cerca de 60 quilómetros a sudeste de Gdansk, na cidade polaca de Malbork. A ordem chamou-lhe Marienburg (Castelo de Maria), o mesmo nome que receberia a cidade que cresceu à sua volta.
Construído por Siegfried von Feuchtwangen, o castelo encontra-se em posição dominante sobre a margem direita do rio Nogat, afluente do Vístula, sendo assim acessível aos navios mercantes e às barcaças. Este era inicialmente um convento, depois transformado num castelo com todos os efeitos. Em constante evolução durante quase duzentos e trinta anos, o castelo é o exemplo clássico duma fortaleza medieval.
Aquando da sua conclusão, em 1406, era o maior castelo gótico de tijolos no mundo. Entre 1309 e 1454 foi o castelo-sede do Grão-Mestre da Ordem Teutónica no Estado da Prússia Oriental. É o maior edifício de tijolos da Europa e o maior no mundo em área de construção , constituído maioritariamente por tijolos vermelhos, erguendo-se no sítio do antigo castelo de Trappeinen.
O Castelo de Malbork, na realidade, é constituído por três partes: o Castelo Alto, ou seja, o antigo convento; o Castelo Médio, com as habitações dos criados e algumas zonas de serviço; o Castelo Baixo, no qual estava o Karwan, um espaço de armas militares de todos os géneros. Durante a Guerra dos Treze Anos, muitas salas do castelo foram enchidas de armas várias para serem utilizadas contra uma eventual invasão. Todavia, o castelo recuperou as suas funções originais com o domínio polaco.
A UNESCO  designou o "Castelo da Ordem Teutónica em Malbork" e o seu museu como Património Mundial da Humanidade em Dezembro de 1997. É um dos dois sítios classificados pela UNESCO na região com origens na Ordem Teutónica, sendo o outro a "Cidade Medieval de Thorn" (Toruń), fundada em 1231 como sítio do castelo Thorn.

## Posição geográfica
A posição do castelo, directamente sobre o rio Nogat e o terreno circundante relativamente plano, permite-lhe um óptimo acesso a barcaças e navios mercantes. Sob o governo da Prússia, os cavaleiros recolhiam as portagens dos navios em trânsito, criando um monopólio sobre o comércio do âmbar. Quando a cidade passou a fazer parte da Liga Hanseática, muitas reuniões foram efectuadas no castelo. O edifício também foi cercado depois da Batalha de Grunwald, mas Heinrich von Plauen conduziu com sucesso a defesa durante o Cerco de Marienburg de 1410.

## História

### Época da Ordem Teutónica

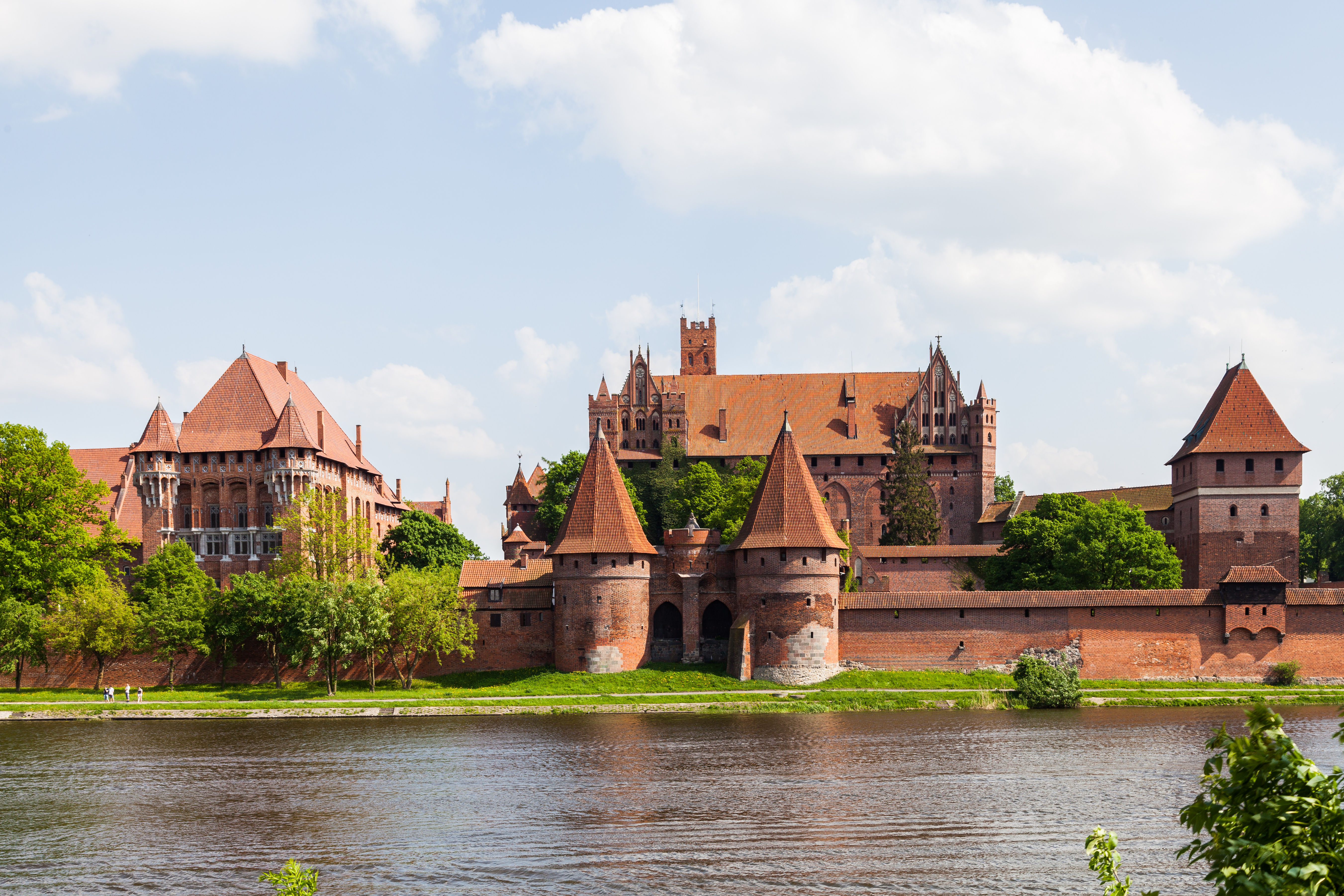
Vista geral do Castelo de Malbork.

Em 1217, o Papa Honório III decidiu empreender uma série de missões com o intuito de levar o cristianismo aos prussianos. Para desenvolver esta tarefa, pediu ajuda à Ordem Teutónica, à qual foram concedidos territórios sobre os quais os cavaleiros se instalaram a partir de 1230, já depois da conquista da Velha Prússia.
Nestes terrenos, os cavaleiros da Ordem construíram numerosos castelos. A edificação do Castelo de Malbork teve início em 1270. O seu propósito principal era fortalecer o seu próprio controle da área depois da supressão pela Ordem, em 1274, do Grande Levantamento Prussiano das tribos bálticas. Não sobreviveram nenhuns documentos relacionados com a sua construção, pelo que as fases do castelo têm sido desvendadas através de estudos de arquitectura, de registos administrativos da Ordem e de histórias posteriores. A obra durou até por volta de 1300, sob os auspícios do Comandante Heinrich von Wilnowe. O castelo está localizado na margem sudeste do rio Nogat. Foi chamado de Marienburg em referência a Maria, santa padroeira da ordem religiosa criada em Acre (hoje em dia em Israel).

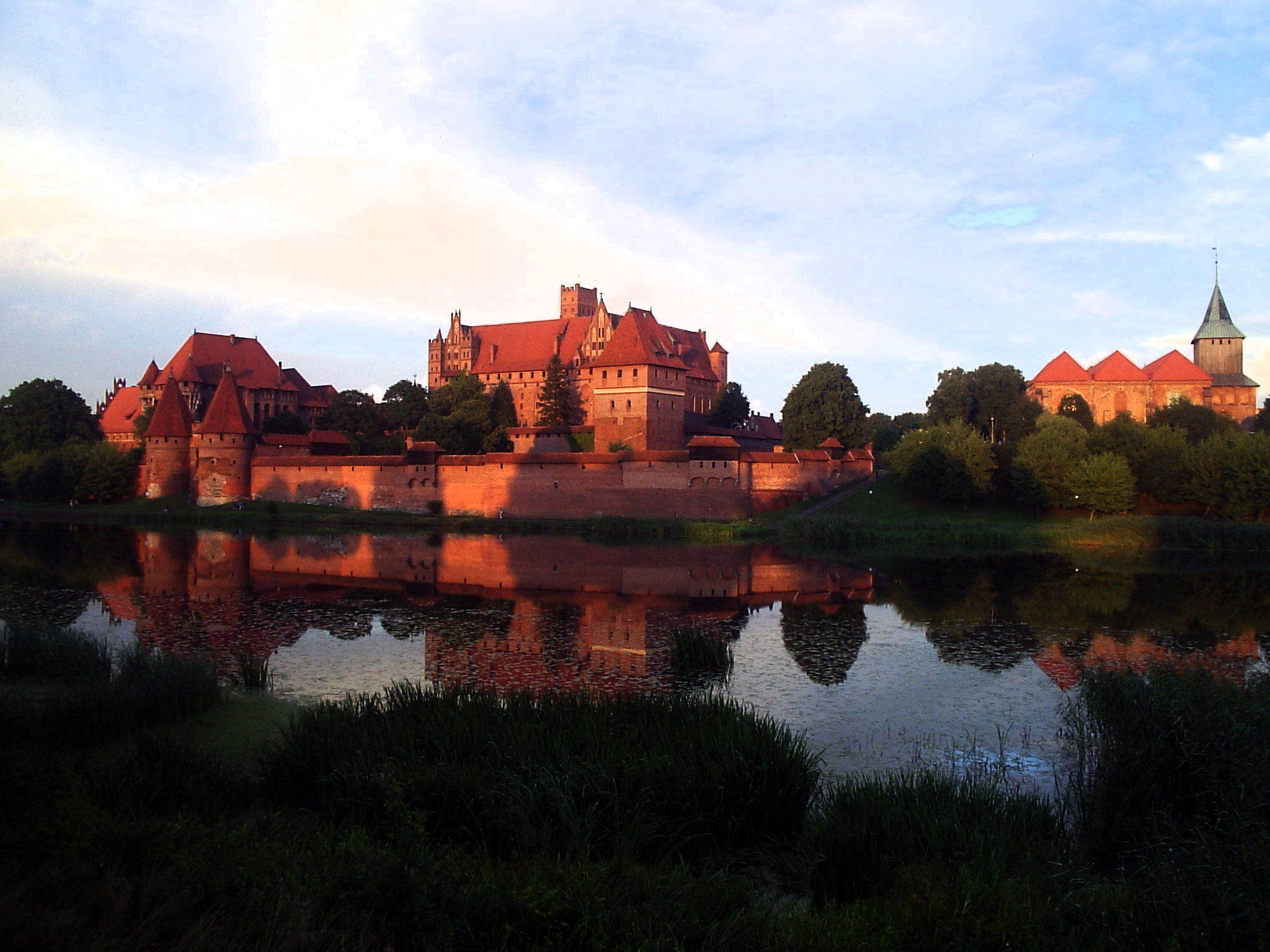
Vista do Castelo de Malbork, com a Igreja de São João à direita, onde se vê a proximidade ao rio.

Quando a sua última fortaleza das cruzadas ocidentais caiu para os árabes muçulmanos, a Ordem moveu o seu quartel-general para Veneza antes de chegar à Polónia. Malbork tornou-se mais importante em consequência da conquista pelos cavaleiros teutónicos de Gdańsk  (Danzig) e da Pomerânia em 1308. O centro administrativo da Ordem mudou-se de Elbląg (Elbing) para Malbork. A importância do castelo cresceu de modo decisivo a partir de 1309, quando o Grão-Mestre Siegfried von Feuchtwangen ali chegou a partir de Veneza, empreendendo a fase seguinte de construção da fortaleza. Nesse ano, na esteira da perseguição papal aos Cavaleiros Templários e da tomada teutónica de Dantzig, Feuchtwangen transferiu o seu quartel-general para a parte prussiana do Estado monástico da Ordem. Escolheu o sítio de Marienburg, convenientemente localizado no Nogat, no delta do Vístula. Tal como acontecia com a maior parte das cidades da época, o novo centro estava dependente da água para o transporte.

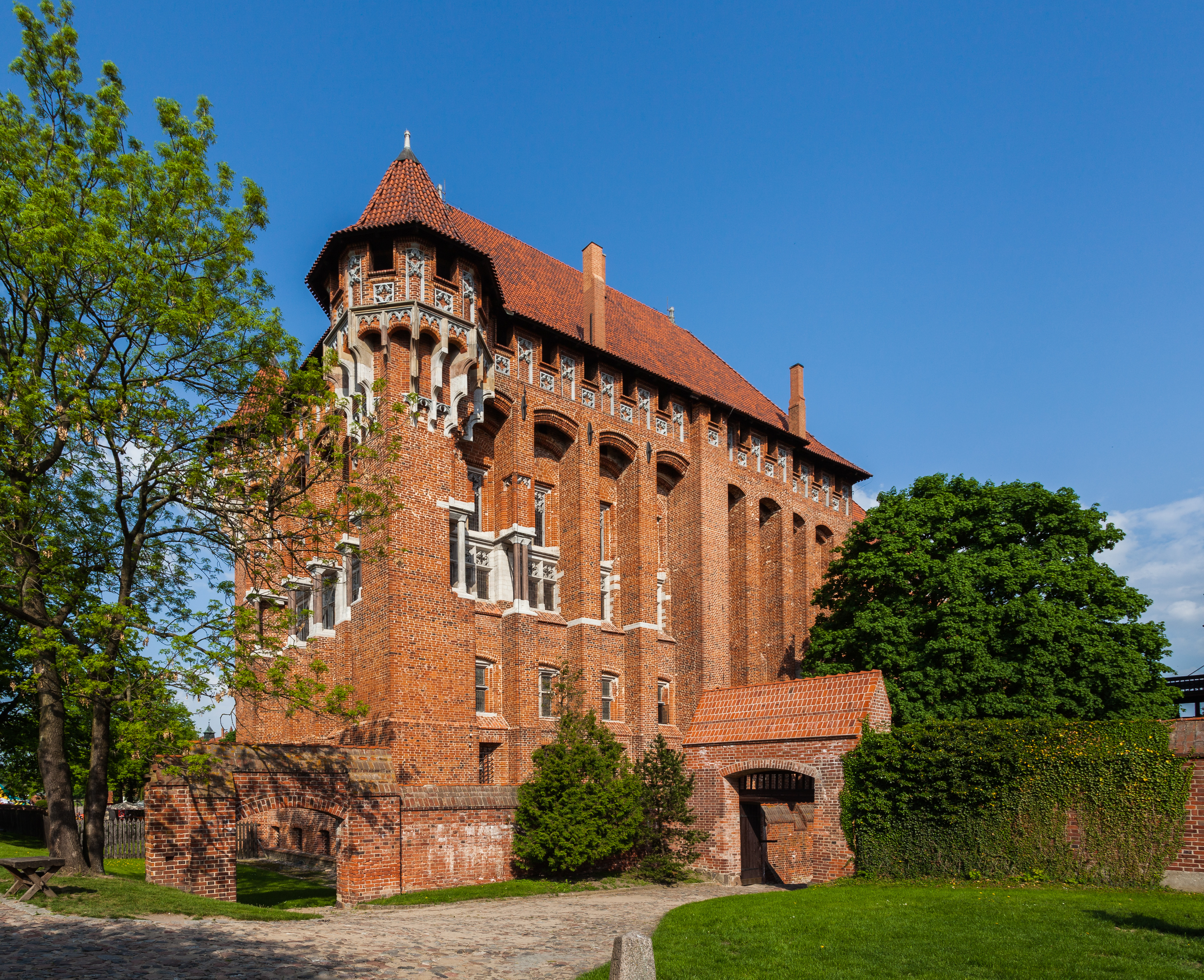
Fachada do palácio do proprietário.

Subitamente, o castelo tornou-se na sede de um dos mais poderosos Estados da costa báltica meridional. Porém, rapidamente ficou claro que o castelo estava inadequadamente organizado e privado de pessoal para cobrir este importante papel, sendo expandido várias vezes para alojar o crescente número de cavaleiros, tornando-se rapidamente no maior edifício gótico fortificado da Europa. Inicialmente, no lugar onde hoje surge o castelo estava presente um convento, que no espaço de quarenta anos se viu transformado num castelo servido por todas as defesas possíveis. O castelo tem várias subdivisões e numerosos níveis de muralhas defensivas. Consiste em três castelos individualizados, os Castelos Alto, Médio e Baixo, separados por múltiplos fossos secos e torres. Em tempos, o conjunto chegou a alojar aproximadamente 3.000 "irmãos de armas". As muralhas mais externas encerram quase 52 acres (21 ha), quatro vezes a área do espaço fechado do Castelo de Windsor. A parte desenvolvida da propriedade designada como Património da Humanidade tem 18,038 ha.
Circundada por um profundo fosso e por muitas torres de vigia, a ampla fortaleza também contém alguns edifícios religiosos, entre os quais a Igreja de Nossa Senhora, ampliada recentemente com a construção do presbitério, e a Capela de Sant'Ana, onde durante séculos foram sepultados os cadáveres dos patrões do castelo. As antigas celas dos frades foram transformadas num bem servido quarteirão residencial, conhecido como Castelo Médio.

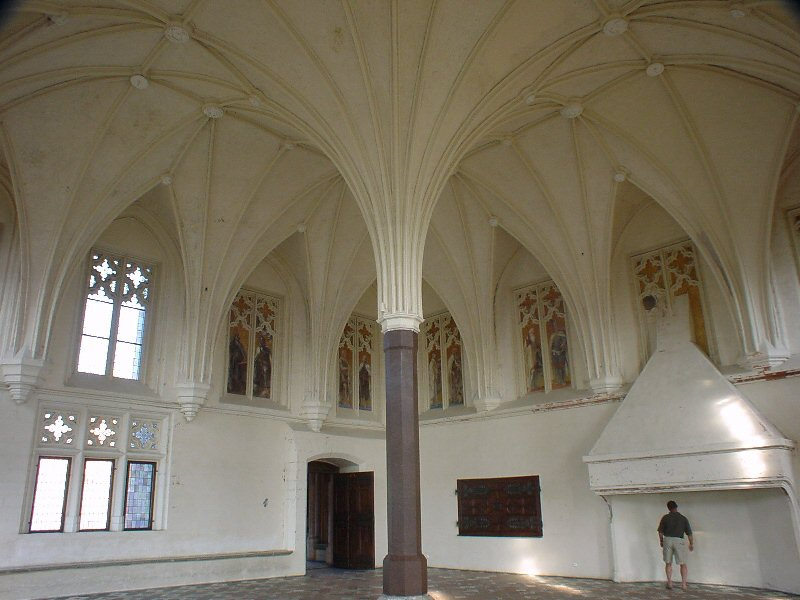
Refeitório do Castelo de Malbork.

Além das habitações, o Castelo Médio também incluía o refeitório (a sala mais ampla no castelo), a enfermaria, onde eram curados os membros da Ordem idosos ou doentes, e o palácio do proprietário do castelo.
Durante os séculos XIV e XV, foi acrescentada uma terceira parte ao castelo: o Castelo Baixo, no qual estavam presentes outras habitações. Foi aqui que o Karwan, um grande armazém de canhões e veículos militares, foi criado. O Castelo Baixo é, por outro lado, servido por um celeiro nas margens do rio e por uma série de edifícios de serviço, entre os quais uma fundição para a produção de sinos, cervejaria e estábulos. Também foi construída a Capela de São Lourenço, mais afastada em relação aos outros edifícios. Com a construção do Castelo Baixo, foi necessário prolongar a muralha e o fosso. Esta muralha uniu-se com as outras fortificações da cidade de Malbork e prolongou-se por centenas de metros em direcção a sul.

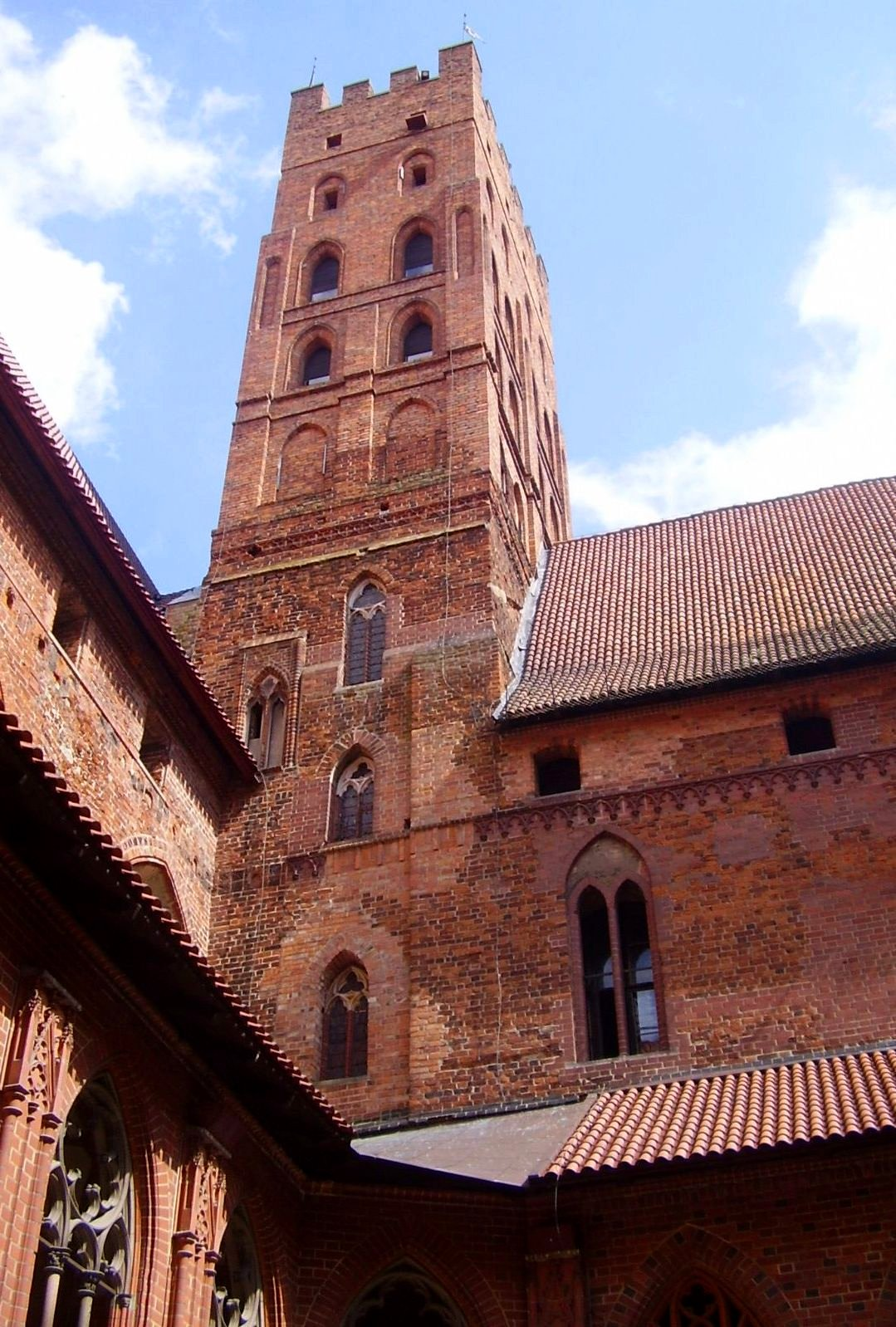
Torre que dá para os claustros do Castelo Alto.

A localização favorável do castelo junto ao rio Nogat e o carácter plano das suas imediações permitiam um acesso fácil às barcaças e navios mercantis vindos do Vístula e do Mar Báltico. Durante o período em que governaram a Prússia, os cavaleiros teutónicos exigiam o pagamento de uma portagem fluvial aos barcos que passavam, tal como faziam outras cidades ao longo dos rios, impondo um monopólio no comércio do âmbar. Quando a cidade se tornou membro da Liga Hanseática, muitas das reuniões da liga passaram a ter lugar no castelo.
No Verão de 1410, o castelo foi cercado após a derrota da Ordem pelos exércitos de Władysław II Jagiełło e Vytautas, o Grande, na Batalha de Grunwald. Heinrich von Plauen conduziu com sucesso a defesa no Cerco de Marienburg em 1410, no decorrer do qual o exterior da cidade foi arrasado.

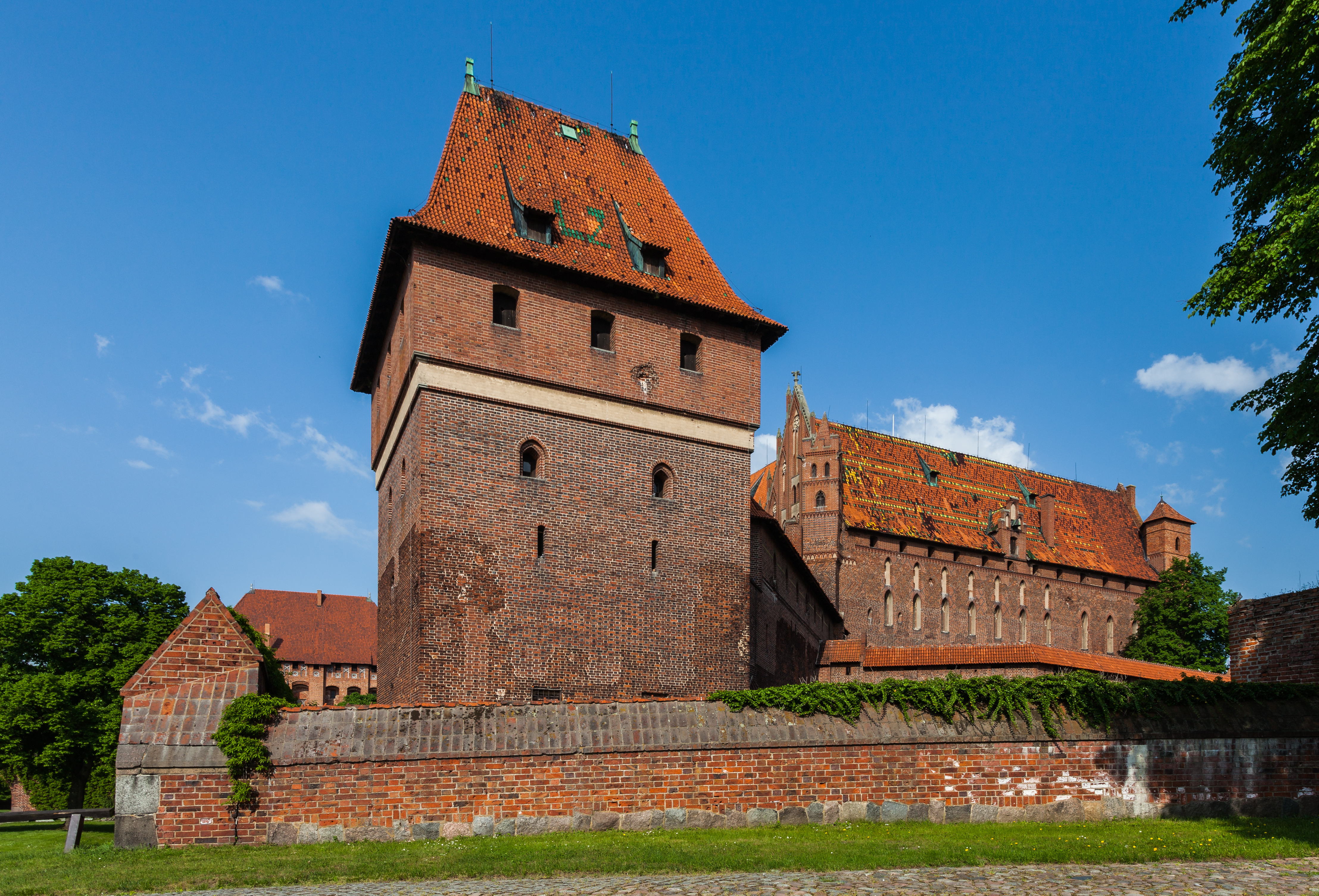
Torre toilete.

Em 1456, durante a Guerra dos Treze Anos, a Ordem – abandonada e contestada por aumentar os impostos para pagar os resgates dos seus próprios mercadores tomados pelo Reino da Polónia – já não podia gerir-se financeiramente. Entretanto, o general polaco Stibor de Poniec de Ostoja obteve fundos de Dantzig para uma nova campanha contra eles. Ao tomar conhecimento que os mercenários boémios da Ordem não tinham sido pagos, Stibor convenceu-os a ir embora, reembolsando-os com dinheiro obtido em Dantzig. Depois da partida dos mercenários, o rei Casimiro IV da Polónia entrou em triunfo no castelo em 1457 e, em Maio, concedeu a Dantzig vários privilégios em gratidão pela assistência da cidade e pelo envolvimento na Guerra dos Treze Anos, assim como pelos fundos reunidos para os mercenários que partiram. O Grão-Mestre acabou por vender, sem mais delongas, o castelo ao rei Casimiro IV da Polónia, separando-se o edifício da cidade em termos políticos, uma vez que os habitantes de Malbork resistiam à Polónia. O presidente da câmara de Marienburg, Bartholomäus Blume, resistiu às forças polacas por mais três anos, mas os polacos capturaram-no e enforcaram-no em 1460. Um monumento a Blume foi erguido em 1864.

### O domínio polaco

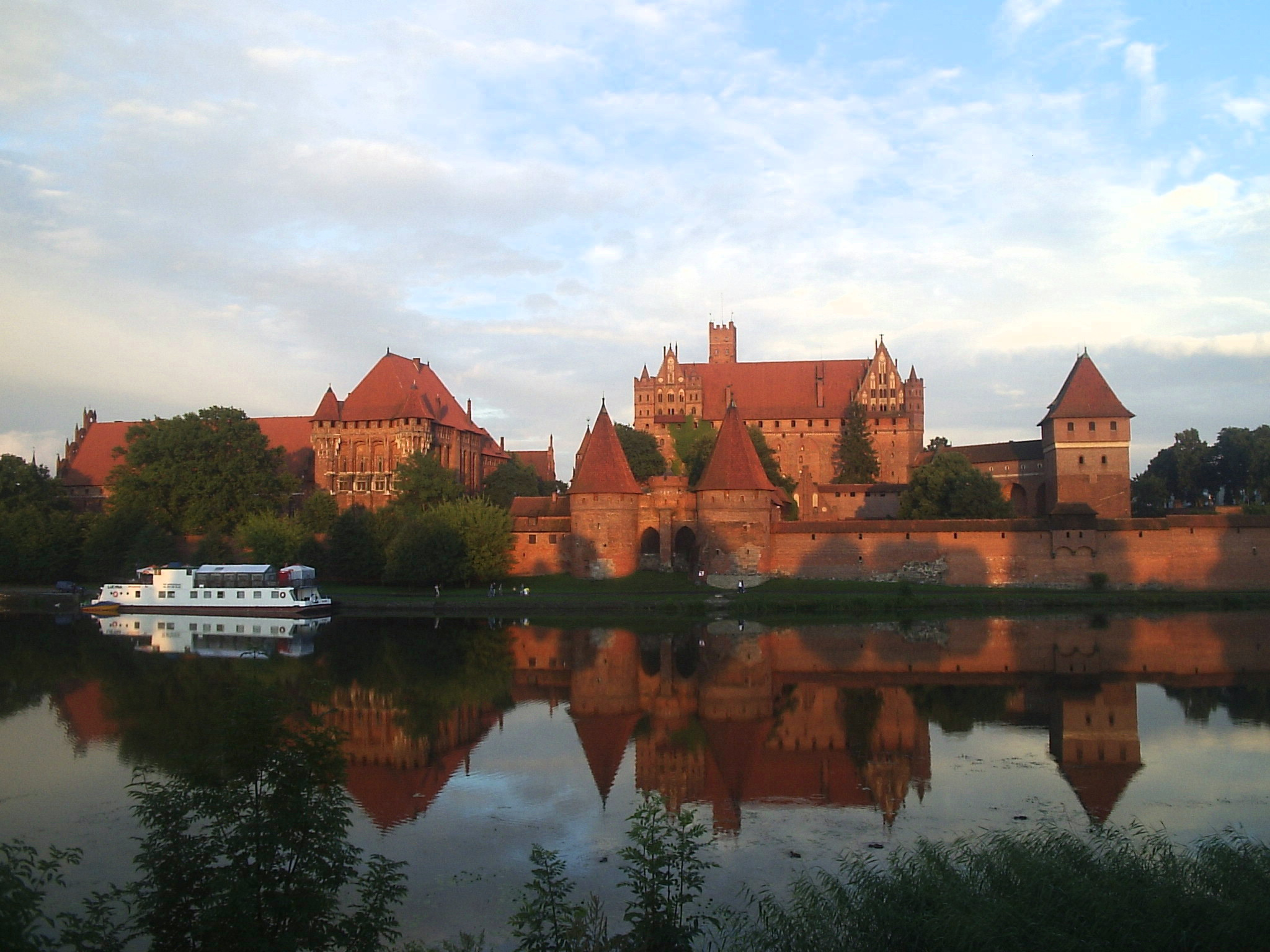
Vista geral através o rio Nogat.

No dia 7 de Junho de 1457, o Rei da Polónia entrou no Marienburg; o Grão-Mestre fugiu para Königsberg, actual Kaliningrado. No Segundo Tratado de Toruń (1466), o castelo e a cidade teutónicos entraram finalmente para a Coroa polaca. Passaram a pertencer desde então à Prússia Real (ou seja, eram parte da Polónia) e, assim, à Rzeczpospolita a partir de 1599, não pertencendo mais ao Estado da Ordem Teutónica. Esta região transformou-se em 1525 no secular Ducado da Prússia, ficando sob a suserania polaca entre 1466 e 1635. O edifício serviu como uma das várias residências reais polacas.

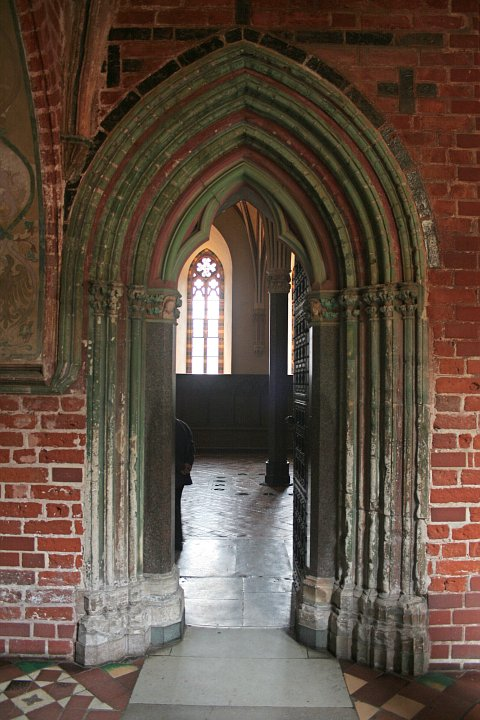
Entrada para a Sala do Capítulo.

A gestão do castelo foi confiada a uma família nobre polaca. Neste período, que cobriu todos os séculos XVI e XVII, é fácil notar, pelos achados escritos e pelas pinturas, como mudaram as funções das salas no castelo. O Castelo Alto deixou de funcionar como convento e tonou-se na área de serviço. Pimenta, sal, cerveja e outros tipos de alimentos eram vendidos nesta zona do castelo. O Castelo Médio tinha quase a mesma função do primeiro: era constituído pelas habitações dos soldados e dos oficiais. O Castelo Baixo foi utilizado com fins estritamente militares. Canhões, munições e armas de fogo de todos os géneros foram metidos no Karwan, o velho espaço de armas, e as torres e bastiões foram usados como adegas ou como salas alternativas ao Karwan onde repor as armas.
O Castelo de Malbork, que tinha anteriormente sido construído e ampliado pelos Cavaleiros da Ordem Teutónica, reencontrou as suas funções originais com o domínio polaco. Foram investidos muitíssimos soldos na restauração desta vasta fortaleza gótica e os fundos destinados a este fim eram pouquíssimos. A resposta a este facto pode ser encontrada nas escrituras realizadas pelos serventes que trabalharam no castelo. Um dos primeiros registos, datado de 1565, assinalava uma grande fenda na parede exposta a norte do refeitório, a qual custaria muitos soldos ao Estado, que não os tinha à vontade. Este acontecimento marcou o início dum dilema que só foi resolvido recentemente.

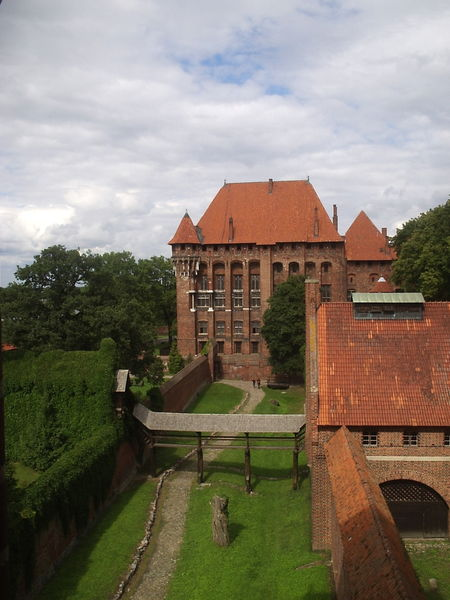
Vista do palácio dos proprietários.

Um novo telhado para a igreja foi completado em 1647, dado que o anterior estava a ponto de ceder. A reparação dos outros defeitos do castelo demorou muito mais tempo que o previsto. A falta de operários causou, dada a idade das abóbadas nunca reestruturadas, a queda de boa parte da ala meridional e das habitações do Castelo Médio em 1675. Os telhados só foram reparados por volta de meados do século XVIII e o alto da torre foi coberto por um telhado culminante com uma lanterna. A iniciativa do restauro foi tomada pelo rei Augusto II da Polónia.

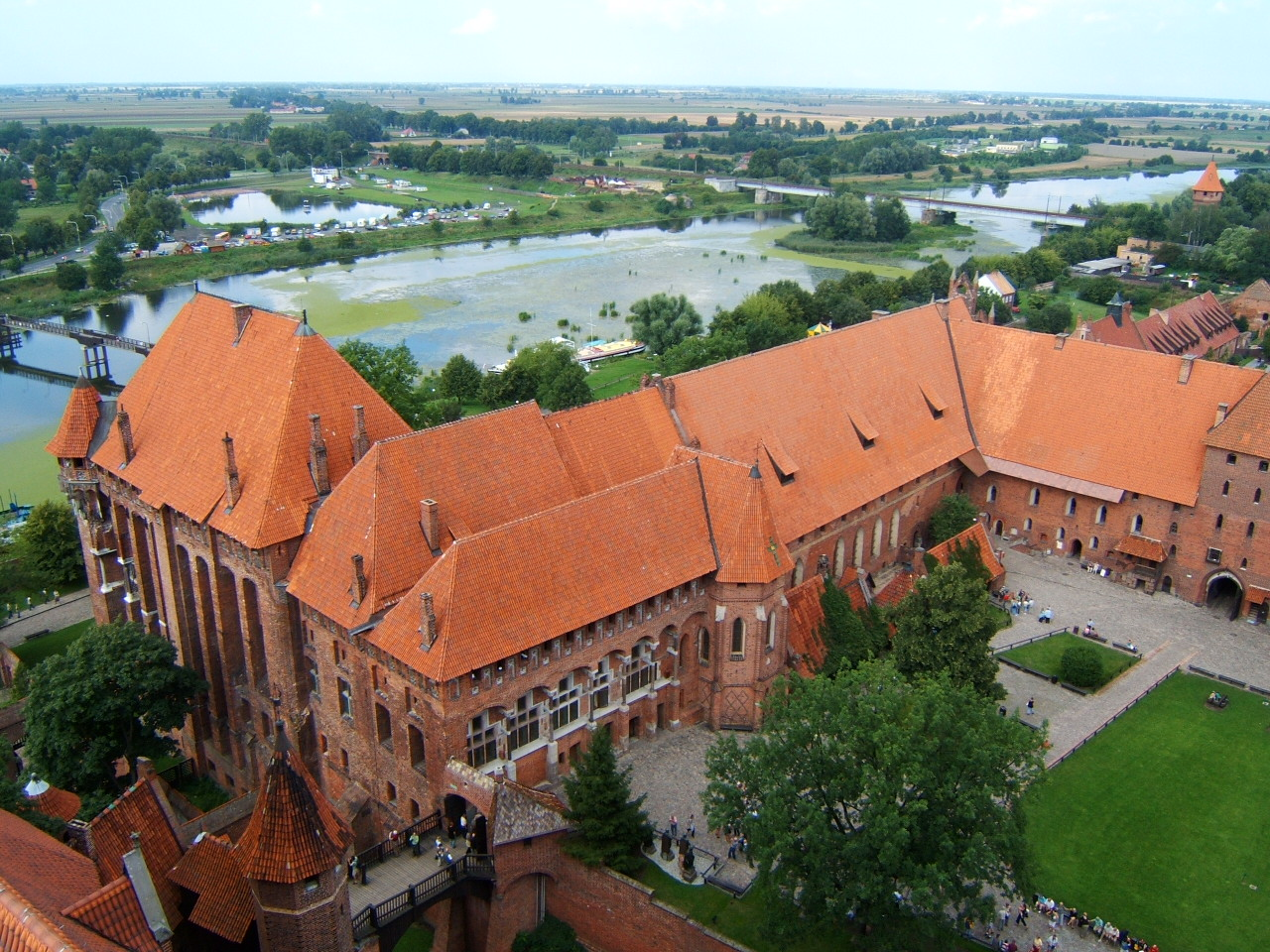
Vista aérea do Castelo Médio e do palácio dos proprietários.

Nos inícios do século XVII, o palácio dos proprietários do castelo foi transformado num Palácio Real, pelo que as anteriores salas internas foram transformadas em apartamentos reais. Este palácio foi, no Castelo de Malbork, o edifício que sofreu menos danos: de facto, foi parcialmente abatido apenas uma vez, durante a invasão sueca no contexto da Guerra dos Trinta Anos - de facto, as forças suecas ocuparam duas vezes o castelo durante aquele conflito, em 1626 e 1629, tendo-o invadido e ocupado novamente em 1656 e 1660, no decorrer das Guerras do Norte. Pelo contrário, um dos danos mais graves foi causado por incêndio não intencional nos tectos do Castelo Alto, em Maio de 1664, no qual as estruturas de apoio às galerias cobertas, construídas pelos Cavaleiros da Ordem Teutónica, cederam. Foram reconstruídas mas, desta vez, em estilo barroco.
Entre os anos de 1756 e 1767, uma ampla escola jesuíta foi aberta na Torre Priest, situada entre a Igreja de Nossa Senhora e o Castelo Médio. De 1652 a 1772, esta igreja foi cuidada pelos Jesuítas. Entre o final do século XVII e o início do XVIII, os trabalhos de restauro no Castelo Médio foram limitados à reconstrução de uma pequena parte dos edifícios, ou seja, só aqueles necessários a acolher o pessoal do castelo.

### A devastação sob o domínio prussiano

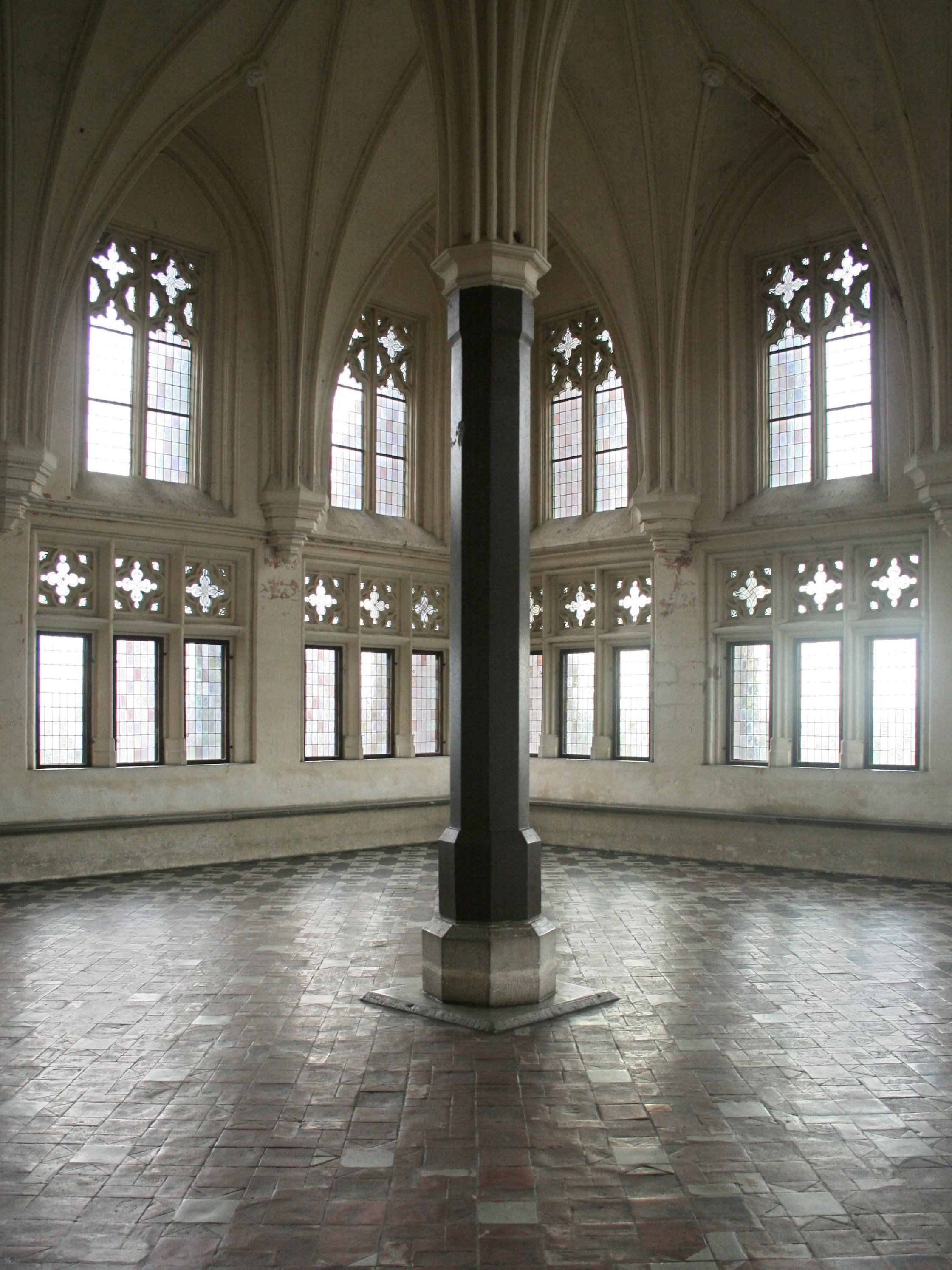
Vista do Refeitório de Verão

Depois da Prússia e o Império Russo terem feito a Primeira Partição da Polónia, em 1772, a cidade tornou-se parte do Reino da Prússia, província da Prússia Ocidental. Em Setembro de 1772, Malbork foi tomada pelas tropas prussianas, que ocuparam o Castelo Alto e o Castelo Médio do Castelo de Malbork, utilizado pela última vez pela infantaria polaca entre 1737 e 1744. Apesar das suas dimensões imponentes, o castelo parecia ser demasiado pequeno para conter todos os soldados prussianos, pelo que começaram obras de ampliação pouco depois da sua chegada. Os claustros foram cobertos no alto por tectos de tijolo e a ponte que se dirigia à cidade de Malbork foi incluída na ala sul, dada a vizinhança com os novos edifícios. Por outro lado, o refeitório no Castelo Médio foi convertido numa arena para as corridas equestres, a entrada principal foi alargada, o pavimento em ladrilhos demolido e algumas janelas fechadas. Por volta de 1780, foi aberto um centro para o processamento do algodão na casa do proprietário do castelo, onde na época viviam os comandantes prussianos.

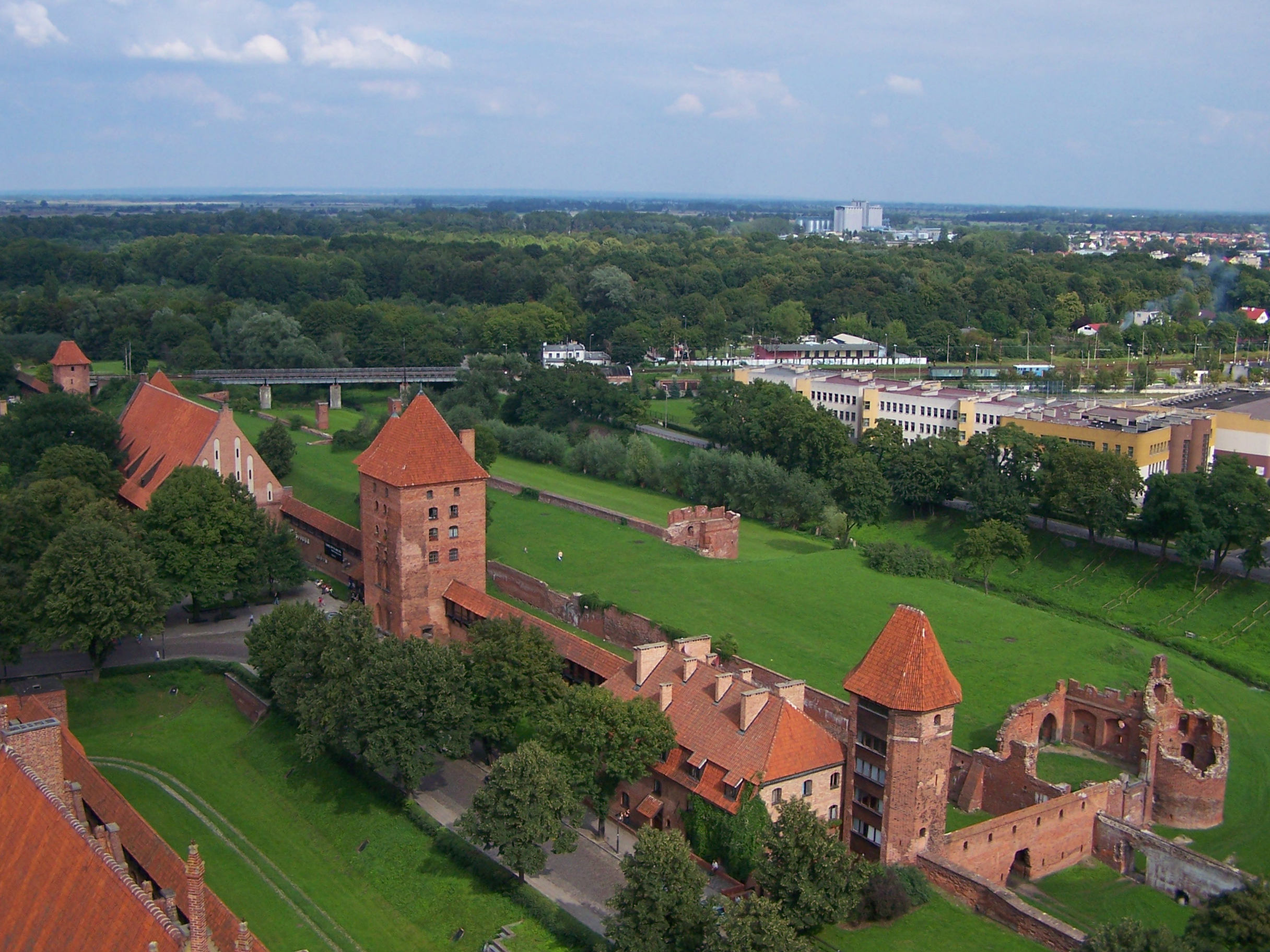
Vista aérea do Castelo de Malbork.

Este período assinalou o início de cerca de vinte anos de mudanças arquitectónicas, mesmo radicais, para o castelo. Em 1794, David Gilly, um arquitecto prussiano e chefe do Oberbaudepartement, fez um levantamento estrutural do castelo para decidir sobre o seu futuro uso ou demolição. O filho de Gilly, Friedrich Gilly, produziu várias gravuras do castelo e da sua arquitectura, as quais exibiu em Berlim e foram publicadas por Friedrich Frick entre 1799 e 1803. No entanto, os trabalhos continuaram no castelo, apesar da publicação, em 1799, de um álbum contendo imagens de Malbork, que envolveu muitas pessoas. Entre estas, recordam-se os já citados Friedrich Gill, ilustrador, e Friedrich Frick, gravuras, além de F. Rabe, mapas. A introdução deste livro, que fala da história da cidade, foi, por sua vez, escrita por Konrad Levezow. Os objectivos do livro visavam levar o público prussiano a "redescobrir" a beleza de Malbork e a história da Ordem Teutónica, além de convencer as autoridades a parar de demolir o castelo.

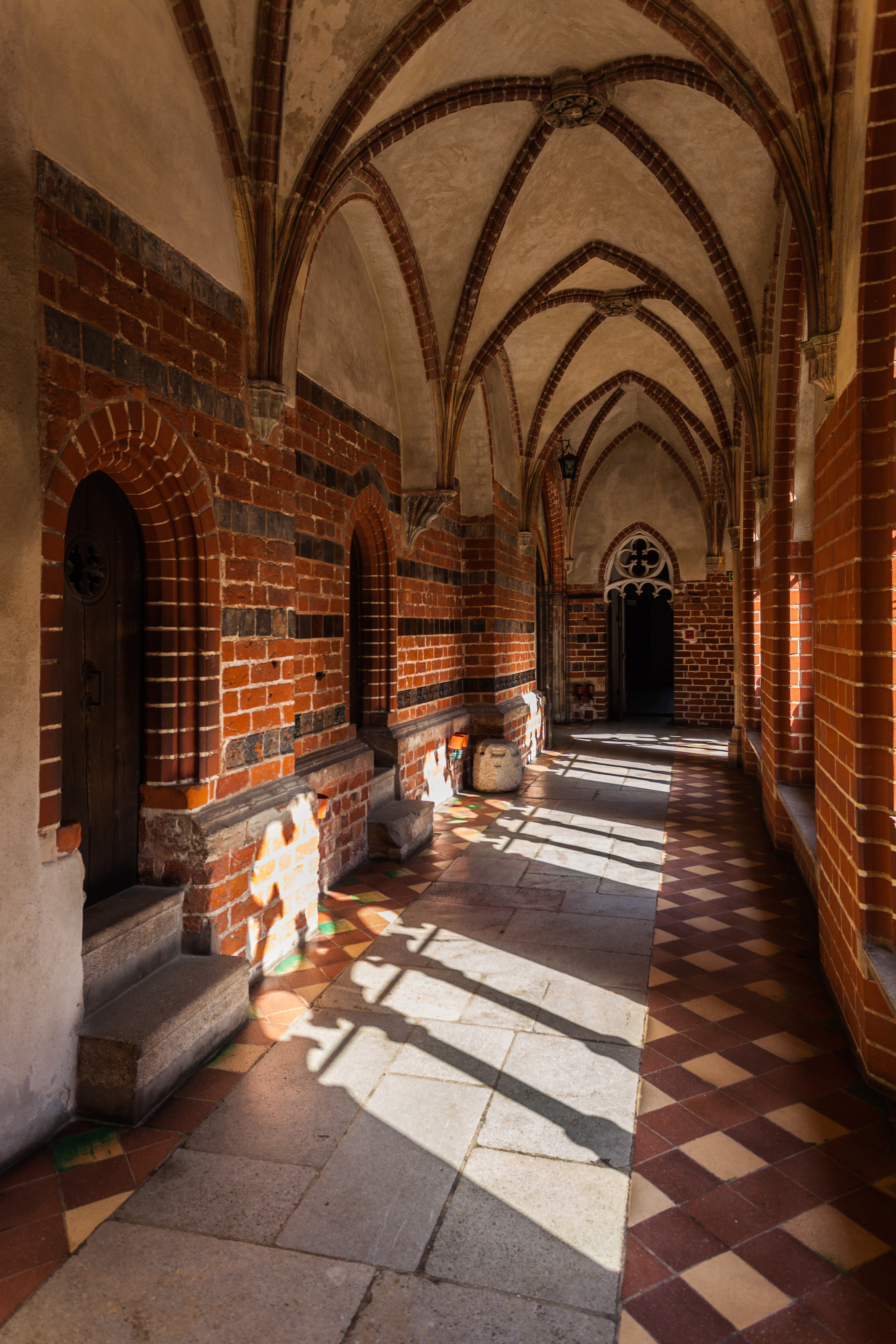
Galeria que corre ao longo do claustro.

Apesar destes esforços, no mesmo ano de 1799 o rei Frederico Guilherme III da Prússia decidiu dar ao Castelo Alto a função de reserva de armas. Os trabalhos tiveram início em 1801 e mudaram radicalmente o aspecto exterior da fortaleza. Todas as janelas medievais foram fechadas e foram criadas outras, posicionadas de acordo com a nova estrutura interna das salas. Os tectos foram mudados e rebaixados. Paredes interiores em pedra foram substituídas por paredes em madeira. O Castelo Médio sofreu quase o mesmo tratamento e a ala leste foi convertida num celeiro. Para a sua construção, foi necessário demolir a Capela de São Bartolomeu. Depois destas alterações, o castelo foi transformado numa caserma.

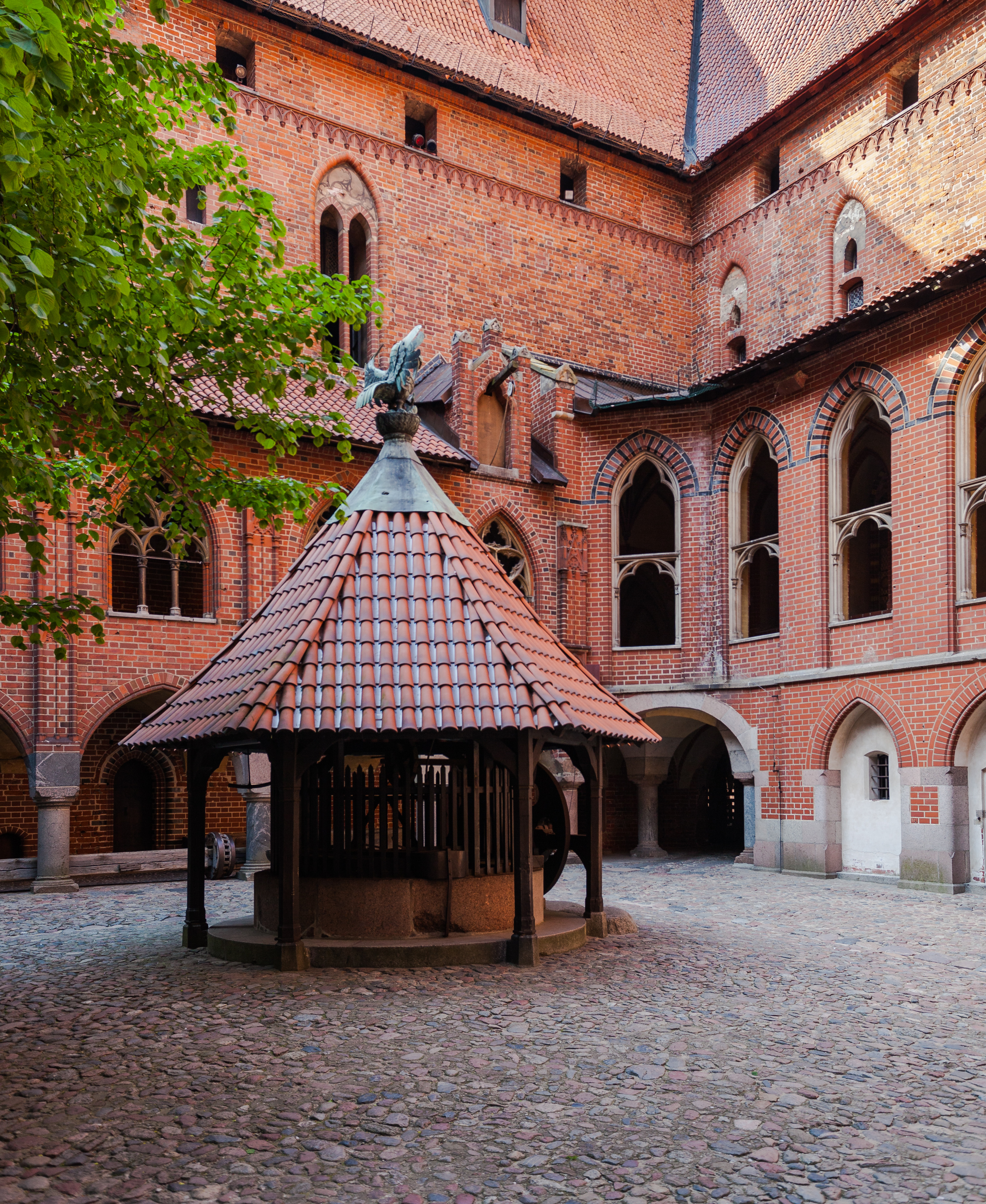
Pátio do Castelo Médio.

No castelo, na primeira década do século XIX, foi encontrado um documento escrito por Max von Schenkendorf, um estudante real, que foi publicado, em 1803, num diário de Berlim. O autor, um jovem poeta romântico, era contra a demolição do castelo. Em 12 de Fevereiro desse mesmo ano, Johann Dominicus Fiorillo publicou uma outra edição das gravuras de Friedrich Gilly, também querendo incentivar o interesse do público.
Finalmente, em 1804, o rei Frederico Guilherme III da Prússia proibiu mais trabalhos de demolição. Durante o período napoleónico (1807-1813), o exército usou o castelo como hospital e arsenal. Depois que a Prússia foi novamente libertada, o castelo tornou-se num símbolo da história prussiana e da consciência nacional.

### Reconstrução na Prússia pós-napoleónica e Império Alemão

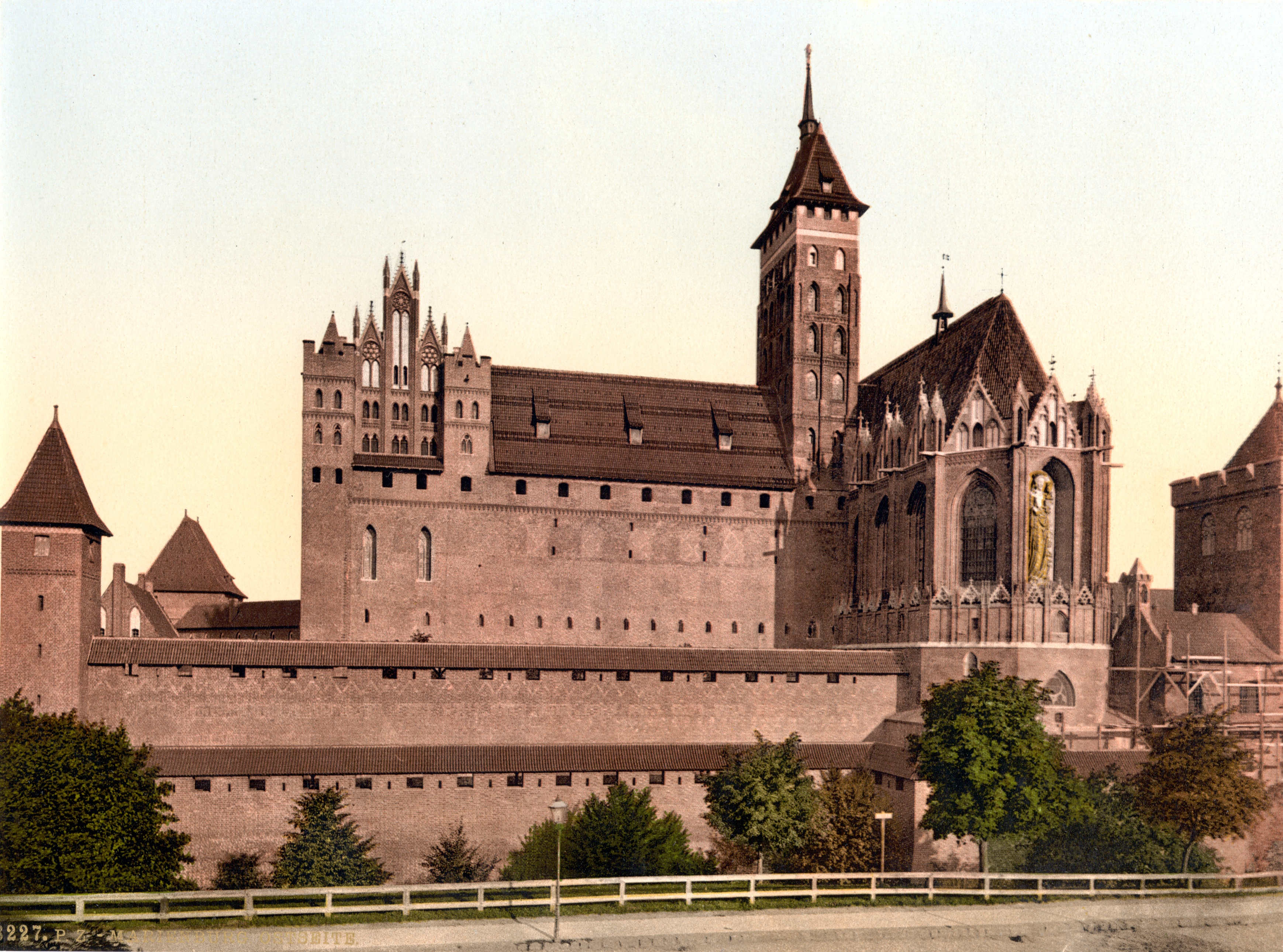
Aspecto do Castelo de Malbork cerca de 1895.

As propostas de reconstrução do castelo começaram logo depois do abandono da cidade de Malbork por parte das tropas napoleónicas. Um destes projectos, proposto em 1815 pelo Governador da Prússia Ocidental, Theodor von Schön, que recebera esta ordem do concelheiro oficial do Estado, Carlos Augusto de Saxe-Weimar-Eisenach, foi aceite e, portanto, foi-lhe dada permissão de dirigir os trabalhos. Em 1816 foi formado um Comité para a Reconstrução do Castelo de Malbork (em alemão: Schloß bauverwaltung Marienburg). Os trabalhos tiveram início em 1817, pela reconstrução parcial da ala leste, uma parte da qual tinha sido demolida no século XVII, e da Capela de Santa Catarina.

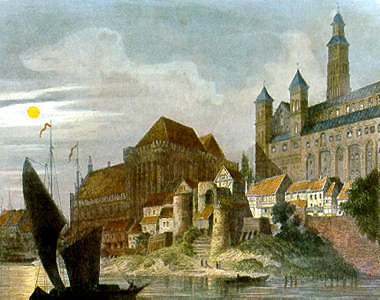
Gravura representando o castelo em 1834, por Domenico Quaglio.

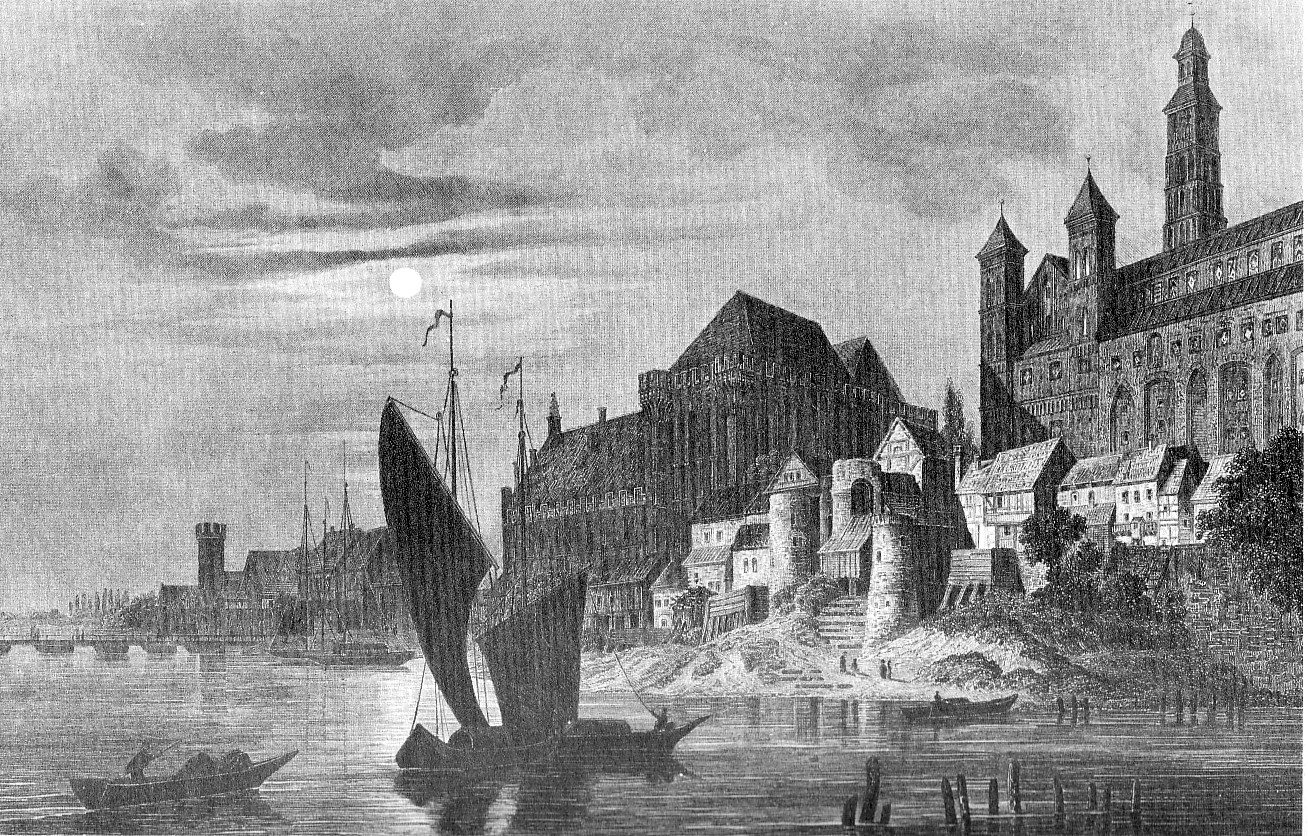
Gravura de 1850 representando o castelo, sobre a gravura de Quaglio.

Entre os anos de 1819 e 1850, o arquitecto August Gersdorff dirigiu os trabalhos de reestruturação do castelo. Com a ajuda de personagens famosas, como o pintor e arquitecto Karl Friedrich Schinkel e os historiadores Johannes Voigt e Ludwig Haebler, especialistas de história dos Cavaleiros da Ordem Teutónica, conduziu a reestruturação da parte ocidental do Castelo Médio. Em 1819, foi doada ao castelo a janela Hardenberg do grande refeitório, em nome do chanceler de Estado Karl August von Hardenberg.
Depois da remoção dos caixilhos, foram inseridos novos pavimentos em cerâmica e montadas novas portas. Por outro lado, foram inseridos vitrais no refeitório representantes da história da Ordem Teutónica . As janelas na parte oriental do refeitório foram desbloqueadas e os pavimentos refeitos. A reconstrução do Castelo Alto consistiu no restauro dos tectos e na construção duma torre neogótica, datada de 1842.
Um facto que se tornou controverso entre os historiadores da época foi a construção do novo topo do Castelo Médio. Como decidiu o arquitecto August Gersdorff, esta decoração fazia parte da enfermaria medieval do castelo. Entre 1849 e 1850, Alexander Ferdinand von Quast, o primeiro curador do Castelo de Malbork, expôs opiniões negativas sobre o que tinha sido dito pelos historiadores. Tornou-se no dirigente dos trabalhos e manteve tal posição até 1876. Graças a esta iniciativa, a parede ocidental, caindo aos pedaços, do Grande Refeitório foi reforçado com corpos interiores em aço e o mosaico situado na catedral do castelo, representando a Virgem e o Menino, foi restaurado. Tal reparação foi realizada por mestres venezianos que, já cinco séculos antes, tinham construído o mosaico original.

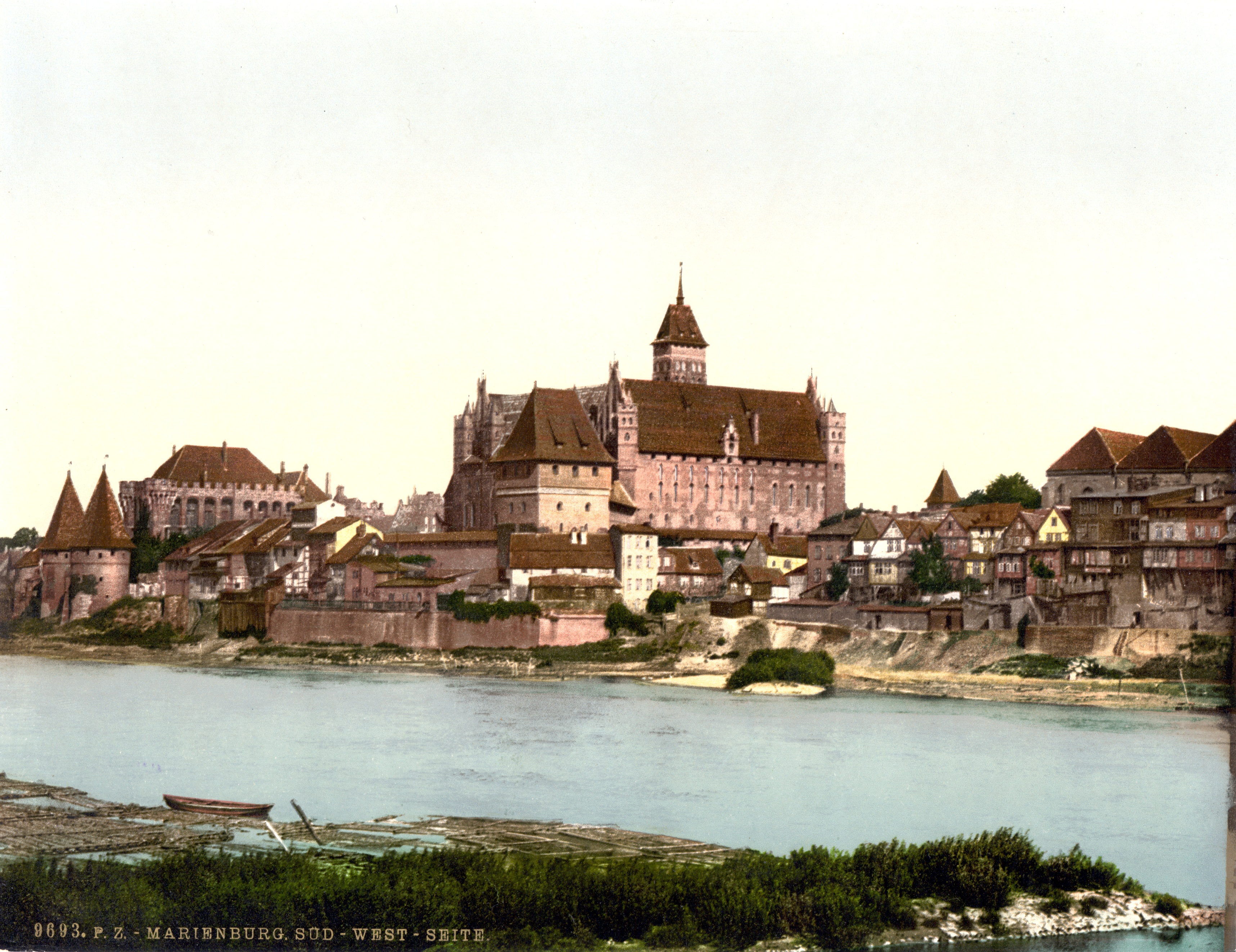
O castelo no final do século XIX.

O castelo foi visitado, para controlar a segurança dos edifícios, por Hermann Blankenstein. As suas inspecções, ocorridas no mesmo período em que se festejava a reentrada da Prússia Ocidental no Reino da Prússia, tiveram lugar na zona de Malbork em Setembro de 1872. Com este acontecimento, muitos historiadores alemães visitaram Malbork, a antiga capital da Ordem Teutónica, para aprofundar a história.
Em 1881, graças à activa participação do Governo do Reino da Prússia, foi decidido o início dos trabalhos de construção da Igreja da Beata Virgem Maria no Castelo Alto. Um ano depois, o ministério da fé convocou uma comissão para controlar os trabalhos em curso no castelo. A dirigir esses trabalhos estava o jovem arquitecto Conrad Emmanuel Steinbrecht, que em pouco tempo teve a fama de ser um dos maiores arquitectos que se ocuparam do Castelo de Malbork na história. Já tinha dirigido os trabalhos de algumas escavações arqueológicas na Grécia em 1877 e dirigido estudos arquitectónicos a nível estatal, além de ter publicado o livro "Thorn im Mittelalter", em 1881. Os seus principais métodos de trabalho eram os seguintes:

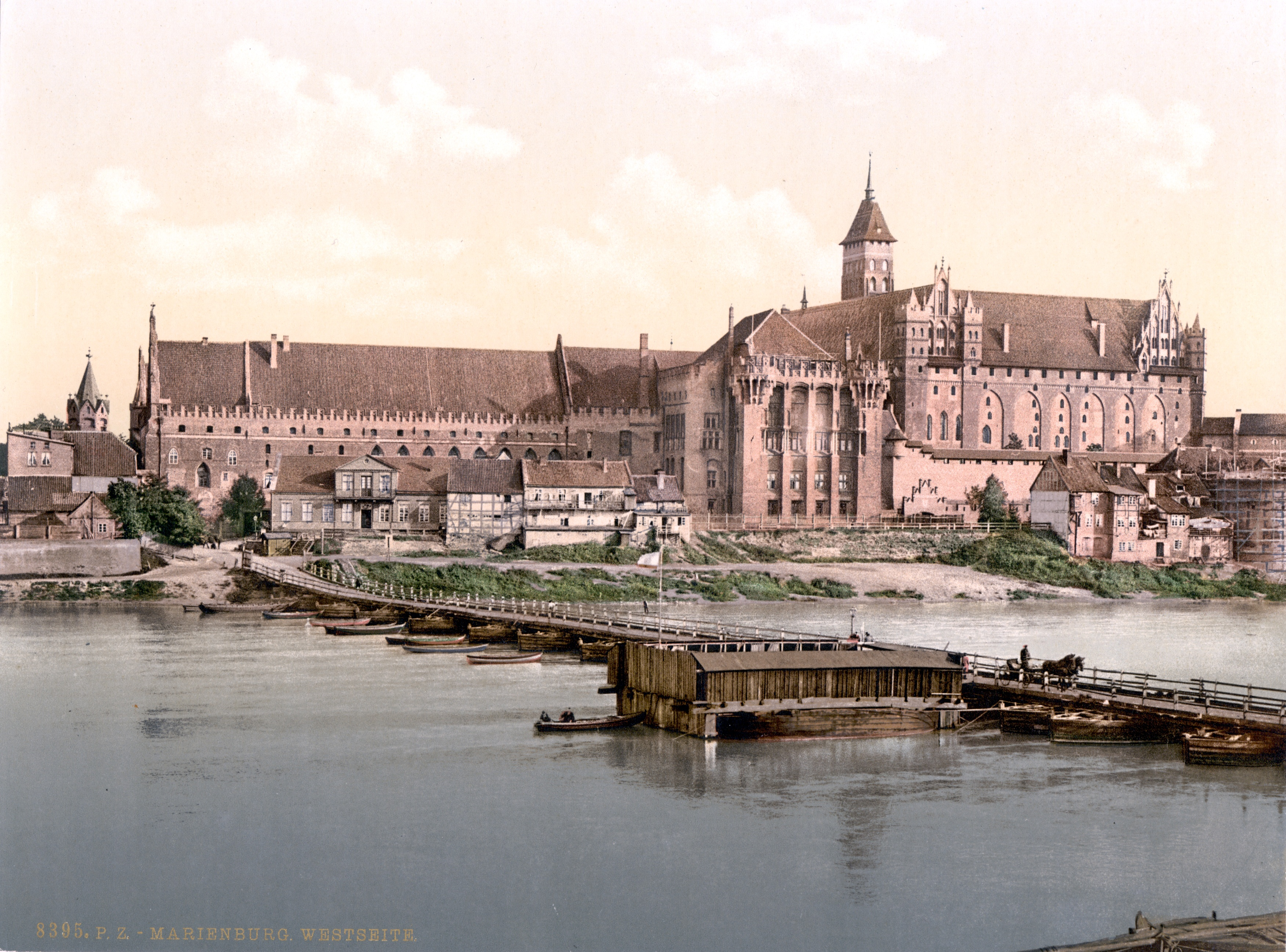
O Castelo Alto no final do século XIX.

- precisa avaliação do estado actual do edifício;
- estudos arqueológicos;
- estudos científicos;
- arquivo dos estudos;
- reestruturação imediata dos edifícios a cair em escombros.

O seu principal lema era "não se podem dar passos à frente se não se tiver espírito histórico". Um óptimo exemplo de aplicação dos seus métodos de trabalho podem notar-se ba reestruturação do palácio dos proprietários do castelo. Graças aos seus estudos extremamente cuidadosos, os objectos medievais encontrados nos escombros foram encontrados e recolocados na posição original.

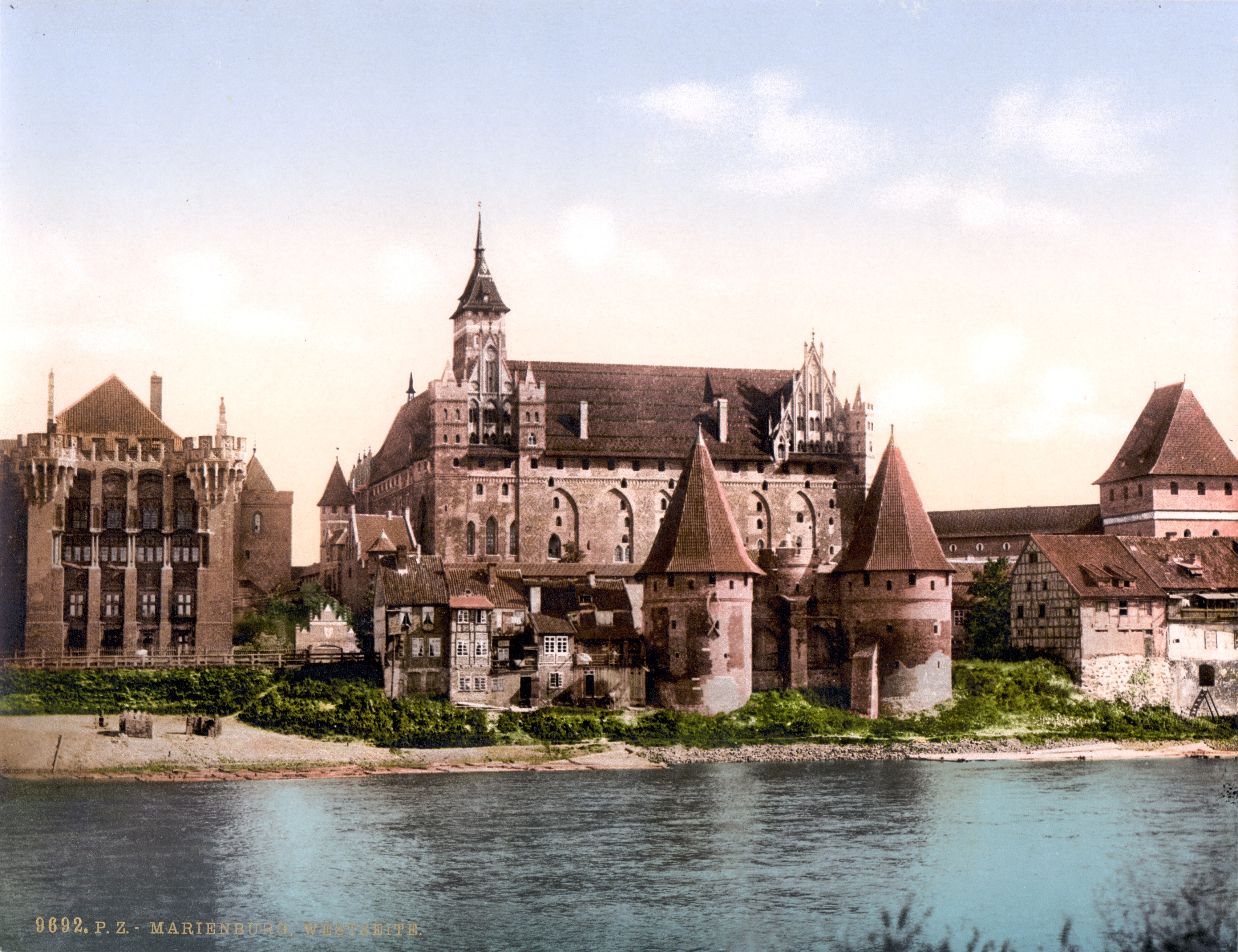
Vista do castelo no final do século XIX.

Outros objectos medievais foram financiados principalmente pela bolsa da Prússia. O suporte financeiro também foi garantido pela Sociedade para a Conservação das Belezas de Malbork. Esta sociedade foi fundada em 3 de Março de 1882, inspirada por uma iniciativa empreendida por alguns oficiais locais, entre os quais os presidentes da Prússia Ocidental e Oriental e o presidente da câmara de Danzig. As verdadeiras raízes da sociedade encontravam-se, todavia, em 1872, quando, durante as cerimónias de unificação da Prússia, o Comité para a Reconstrução do Castelo Alto de Malbork voltou a estar activo.
Os dinheiros vinham, acima de tudo, das lotarias, que começaram a ganhar particularmente vida a depois de 1886. A ideia deste método financeiro nasceu em 1881 na Alemanha, com a reconstrução da Catedral de Colónia. Os fundos permitiram à sociedade um cuidado restauro das pinturas, dos afrescos e dos mosaicos conservados no castelo, além da óptima reconstrução do próprio castelo.

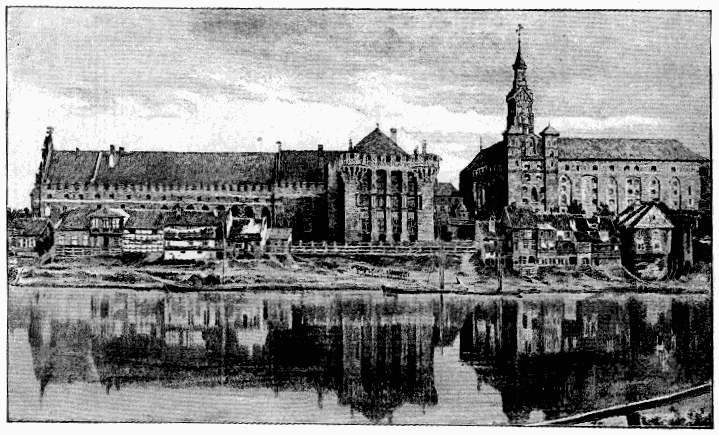
Gravura representando o castelo em 1895.

A família imperial alemã interessou-se particularmente pela reestruturação do castelo. Guilherme II da Alemanha visitou este monumento pelo menos trinta vezes durante o seu reinado, desempenhando o castelo , nesse período, um importante papel na identidade nacional, sendo o palácio teutónico uma das residências oficiais do imperador.
Em 1900, os mais importantes projectos de reestruturação foram levados a termo. Foram recuperados os interiores da Igreja de Nossa Senhora, da Capela de Sant'Ana, do palácio do proprietário, das cozinhas, das salas de refeições e das salas. Os trabalhos no Castelo Médio continuaram até 1918 e diziam respeito á ala leste, à Capela de São Bartolomeu, à enfermaria e às salas. A ala oeste compreendia, pelo seu lado, o refeitório.
Já no final do império, no decorrer da Primeira Guerra Mundial foi sede do Alto Comando do 8º Exército Paul von Hindenburg e Erich Ludendorff. Conrad Steinbrecht restaurou o Castelo de Marburk de forma duradoura.

### O período entre as duas guerras mundiais

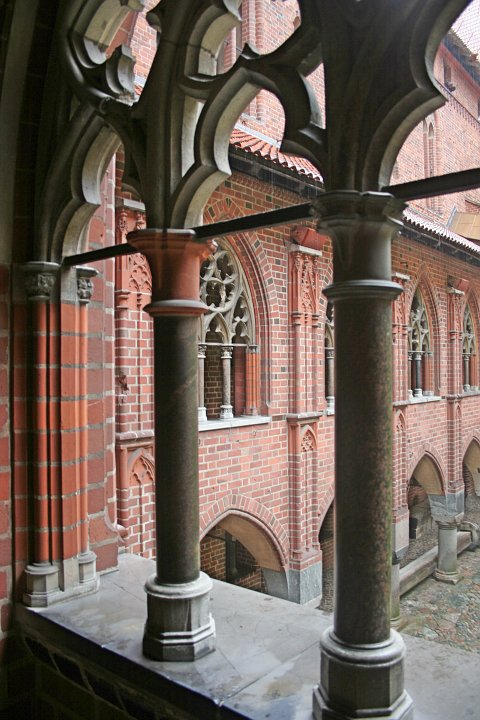
Vista parcial do claustro.

No final de Junho de 1922, depois de quarenta anos de trabalhos de reestruturação, Conrad Emmanuel Steinbrecht iniciou o seu período de aposentadoria. O seu sucessor foi o mestre Bernhard Schmid, que pouco antes tinha sido eleito protetor dos monumentos históricos da Prússia Oriental. Foi sob a sua supervisão que os trabalhos no castelo foram finalmente terminados..

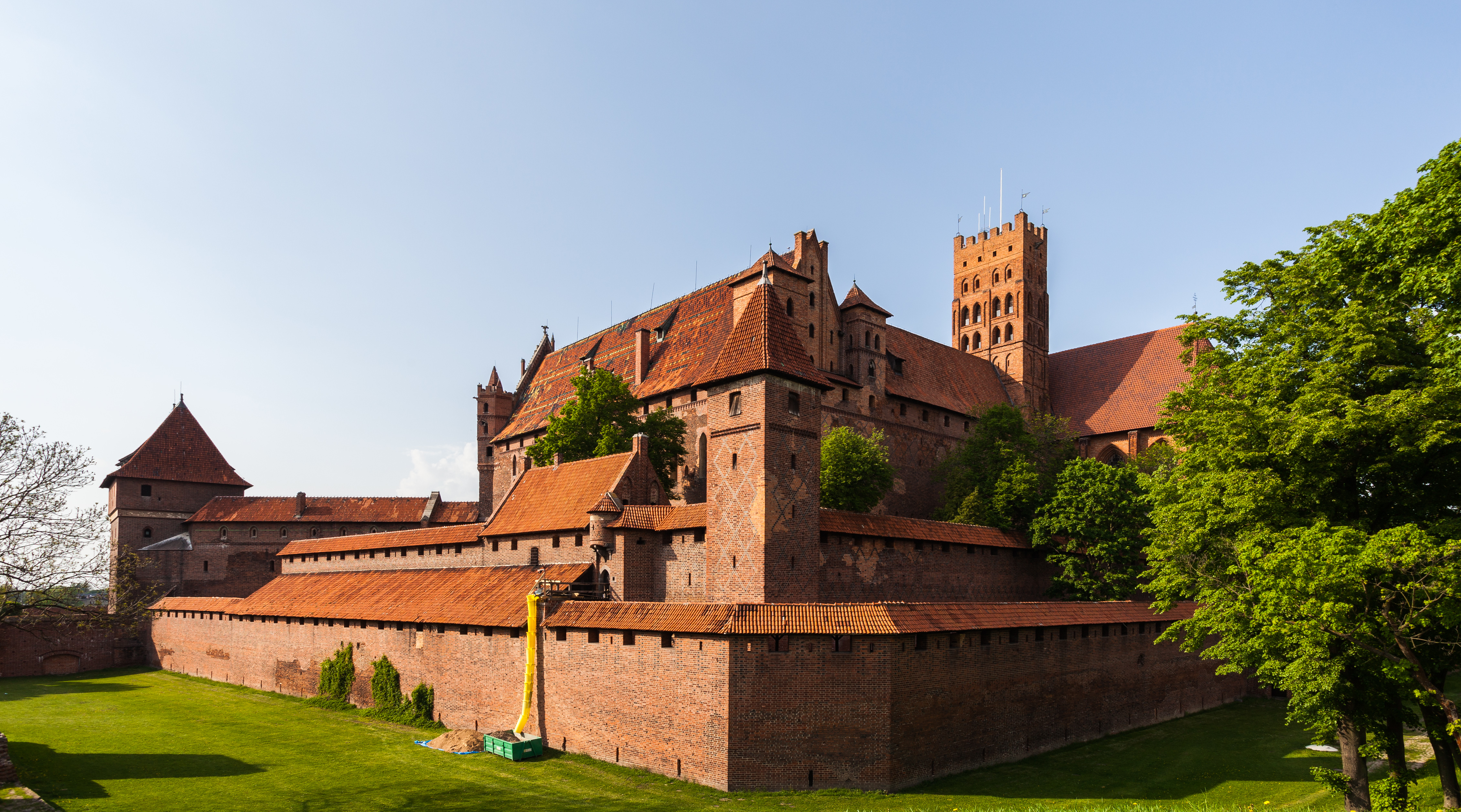
Vista geral do Castelo Alto.

A Capela de Santa Catarina foi concluída em 1922. Quatro anos depois foram reconstruídas as paredes e as torres e, em 1931, foram acabados os trabalhos  para a construção da nova ponte que iria ligar o castelo à cidade, conhecida como Ponte de Hindenburg. Tendo sido reconstruído, e tendo-lhe sido acrescentadas algumas particularidades típicas da arquitectura neogótica, o castelo foi aberto aos visitantes. Estavam abertos ao público o refeitório, as cozinhas, o palácio dos cavaleiros, as salas e a Igreja de Nossa Senhora.
Tendo o castelo como atracção turística, os habitantes de Malbork aproveitaram a oportunidade. De facto, este podia fornecer novos postos de trabalho e, assim, mais dinheiro. Na verdade, este monumento não atraia somente turistas da Prússia, mas de toda a Alemanha..

### Nacional Socialismo e a Segunda Guerra Mundial

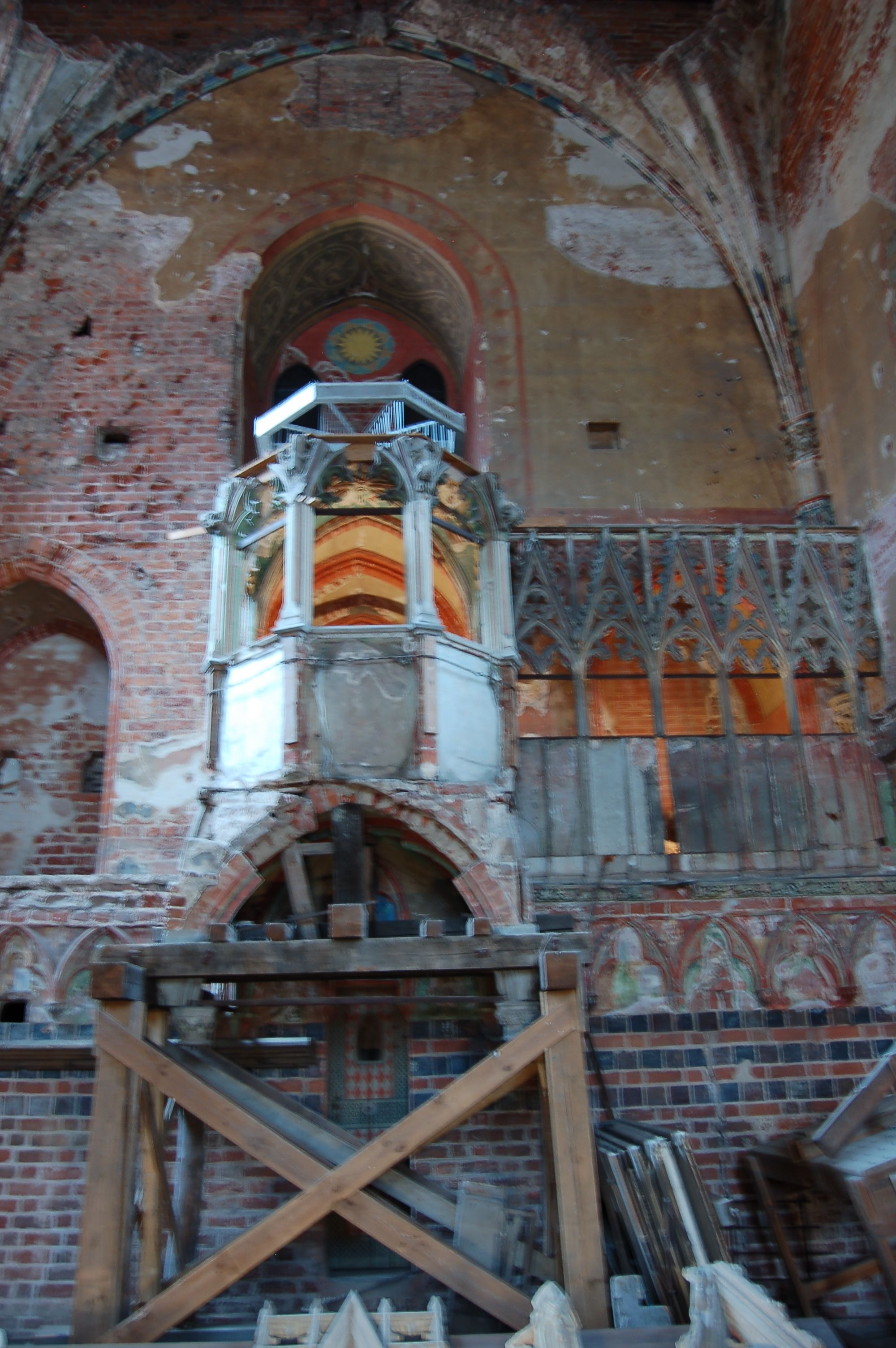
Púlpito na Igreja de Nossa Senhora.

A situação política na Alemanha durante a década de 1930 influenciou a vida no Castelo de Malbork. No 1º de Maio de 1933, a bandeira do Terceiro Reich foi montada na torre principal. O castelo, naquele período, hospedou várias conferências entre os oficiais do partido nazi. Estes eventos levaram à necessidade de um anfiteatro, projectado em 1934, a construir na parte oriental do castelo. Todavia, este projecto não foi iniciado.

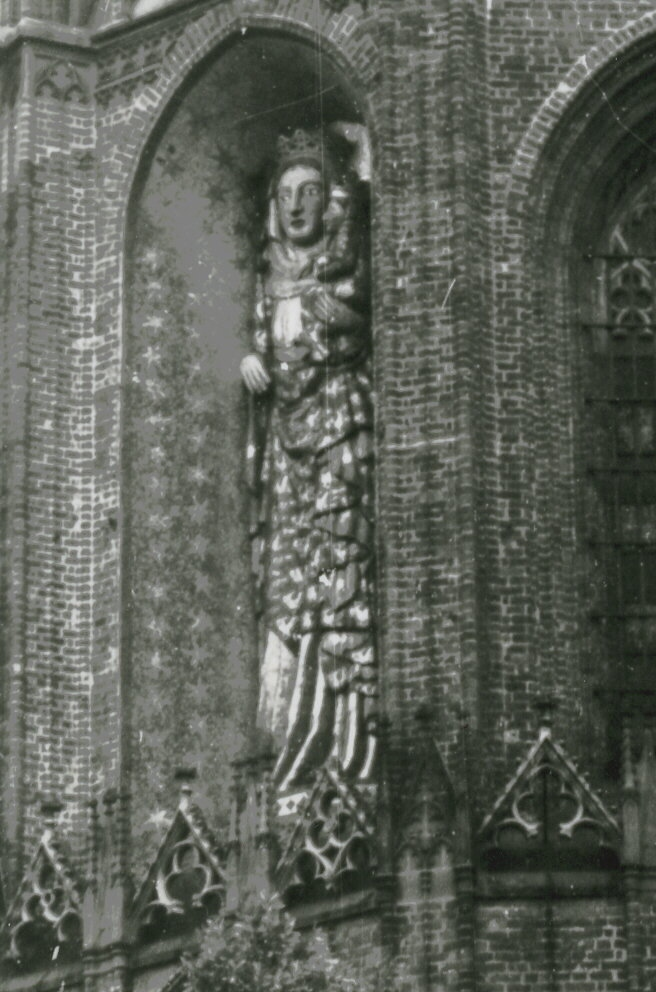
Imagem da Virgen em mosaico colorido, numa fotografia de Julho de 1937.

No dia 1 de Setembro de 1939, no refeitório, o Gauleiter Albert Förster anunciou oficialmente o regresso à Alemanha dos terroristas que se tinham instalado na margem ocidental do Vístula. Poucos meses depois deste evento, foram restaurados os limites anteriores da Prússia Ocidental
Em Maio de 1940, a mesma sala foi utilizada para uma reunião de boas-vindas à Banderia Prutenorum, uma organização semelhante à dos Cavaleiros Teutónicos, mas originária do Castelo de Wawel, em Cracóvia. Durante a Segunda Guerra Mundial, o refeitório hospedou cerimónias destinadas a dar as boas-vindas aos novos soldados que iriam combater na guerra.
Em 1941 começaram os preparativos de um plano para proteger o Castelo de Malbork dos bombardamentos aéreos. Entre os programas da operação estava a protecção do afresco da Senhora da Igreja de Nossa Senhora  com uma membrana resistente e a remoção de todos os vitrais.
Tanto a cidade como o castelo foram severamente danificados em 1945. Os combates entre as guarnições de Malbork e a unidade russa causaram a destruição de cerca de oito por cento dos edifícios antigos da cidade. A parte oriental do castelo sofreu sérios danos. O presbitério da Igreja de Nossa Senhora foi demolido, juntamente com a precciosa estátua em granito de Nossa Senhora e o Menino, a torre principal, a ala leste do Castelo Médio e parte do Castelo Baixo. No dia 8 de Março, os alemães retiraram-se.

### Do pós-guerra à actualidade

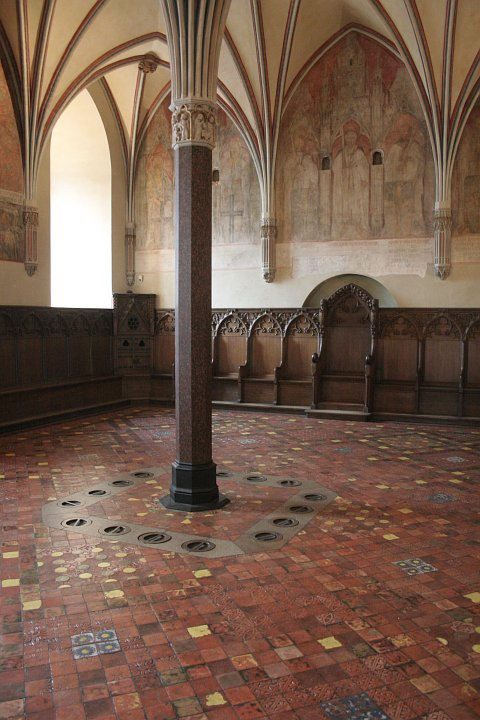
Sala do capítulo.

Os administradores civis polacos visitaram Malbork em Abril de 1945, logo no final do conflito, embora os soldados alemães tenham ficado ali até 1957. No final da década de 1940, a maior parte dos poucos edifícios medievais que restavam na cidade de Malbork foi demolido. Quando os trabalhos acabaram, no início da década de 1950, só restavam a igreja paroquial, o município, duas pontes e uma parte de muralha..

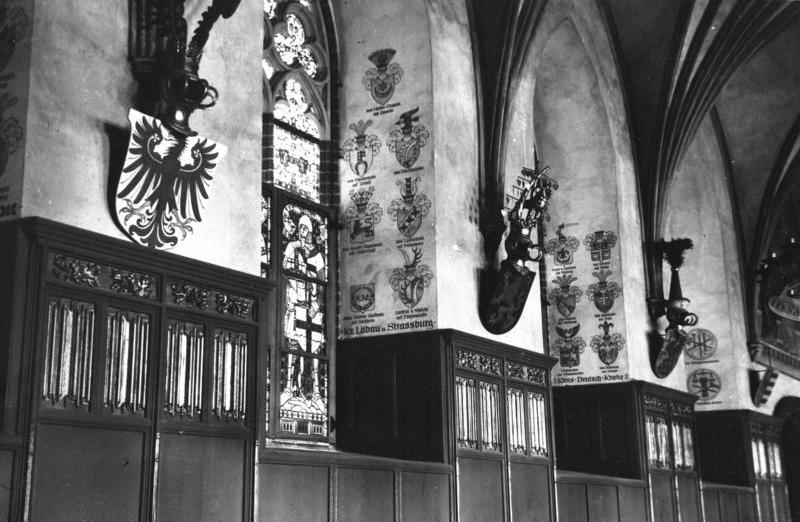
Vista parcial do refeitório, com vitral, numa fotografia de 1957.

Em Junho de 1957, o Comité Público para a Reconstrução do Castelo festejou os 500 anos da libertação de Malbork. Neste período, o piso térreo da ala leste no Castelo Médio foi aberto ao público para hospedar uma pousada, que foi projectada para satisfazer as necessidades dos visitantes que desejassem pernoitar em Malbork ou fazer uma refeição.
A celebração do aniversário foi organizada com o fim de sensibilizar as pessoas para as devastações que Malbork tinha sofrido nos últimos anos. No dia 7 de Agosto de 1945 foi aberto no castelo o museu da armada polaca, cujos directores decidiram retomar alguns objectos pertencentes ao castelo mas expostos em Varsóvia. No dia 30 de Novembro de 1950, o castelo, que já era reconhecido havia um ano como património histórico e arquitectónico nacional, foi adquirido pelo Ministério da Cultura e da Arte. O Ministério passou, em 1951, a propriedade do castelo para a associação PTTK, a qual o arrendou pouco tempo depois ao Instituto Turístico de Sopot.

#### O museu

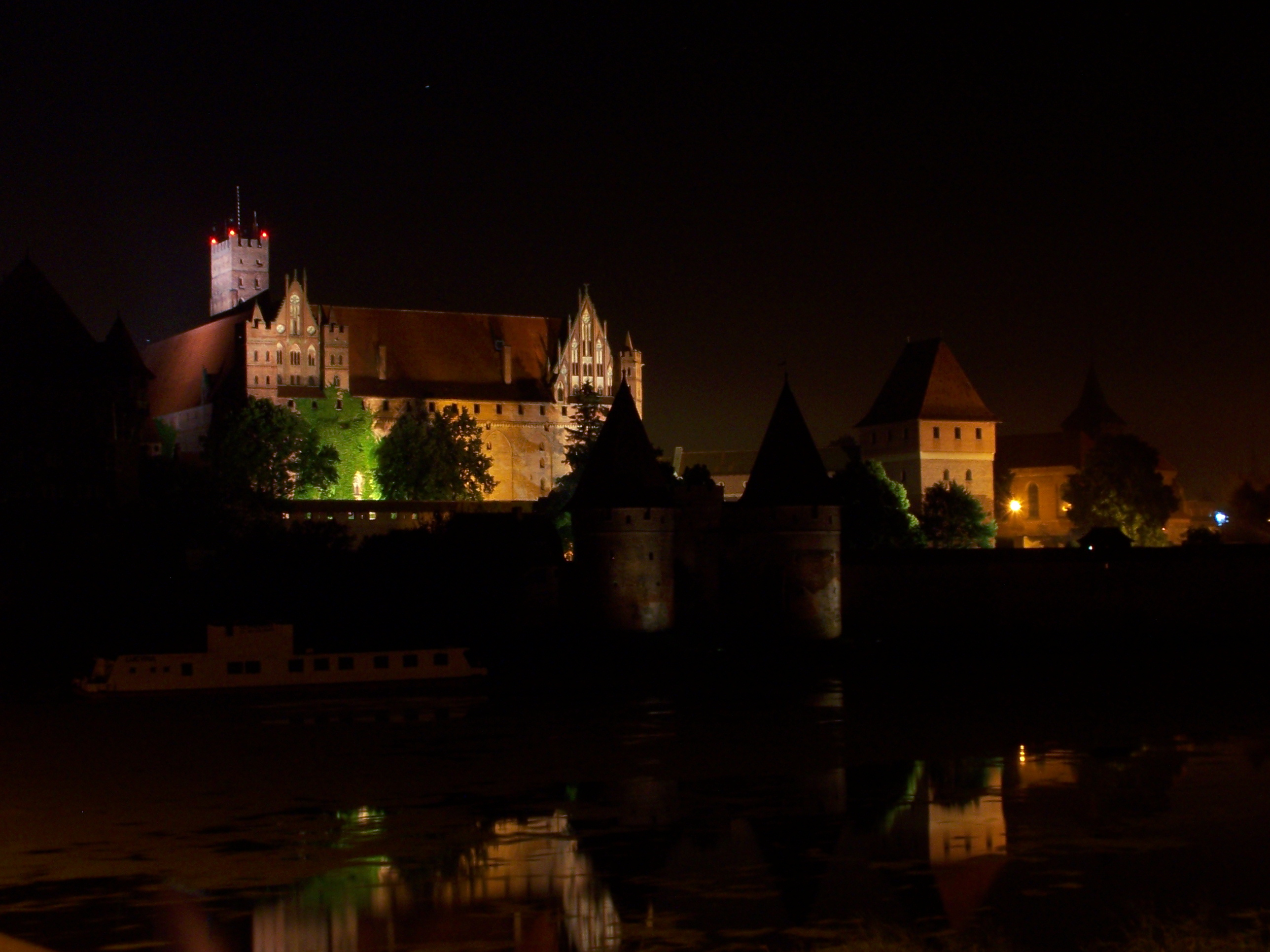
Vista nocturna do Castelo de Malbork.

O Museu do Castelo de Malbork foi inaugurado no dia 1 de Janeiro de 1961. A decisão de abrir este museu foi tomada depois de um incêndio ocorrido, em 1959, nos telhados das alas ocidental e setentrional do Castelo Médio. No dia 3 de Julho de 1965, o museu organizou uma mostra de objectos em âmbar na ala oriental do Castelo Médio, na época semi-reestruturada. Com este evento, recorda-se esse dia como um daqueles com maior número de visitantes na história do Castelo de Malbork. Os espectáculos do grupo Light and Sound (literalmente Luz e Som) são apresentados aqui desde 1980 e ganharam uma certa fama na polónia.

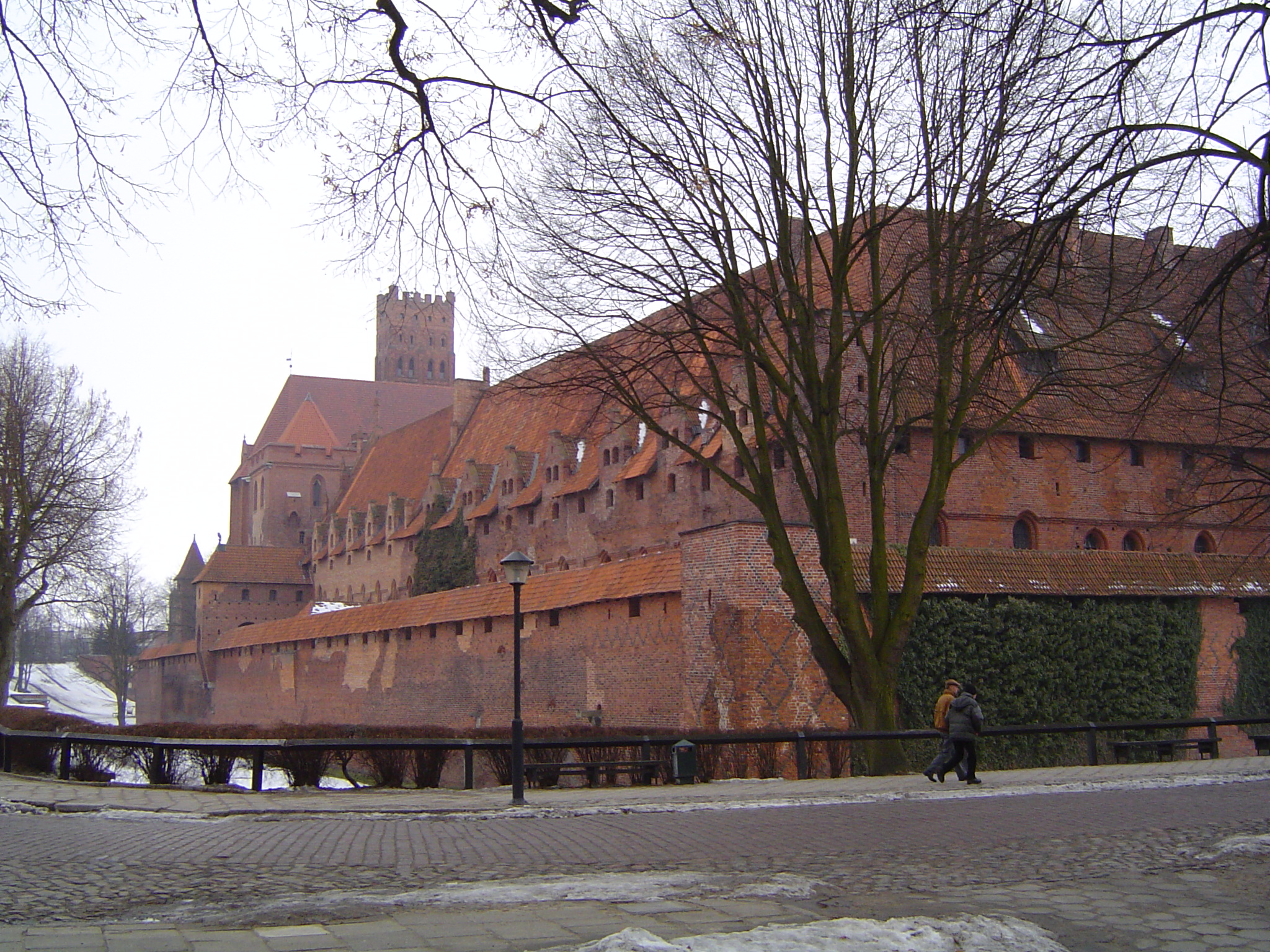
Vista geral do Castelo Médio.

Entre as colecções do castelo podem encontrar-se antigas armaduras, muitas das quais foram herdadas em 1896 de um famoso coleccionador prussiano, Theodore von Blell. Segundo os estudos, algumas destas remontam à época romana, outras à época céltica e outras ainda provêm da Ásia Oriental, até àquelas mais recentes, do século XIX.
Uma outra parte das colecções é constituída por moedas, reunidas pelo conselheiro do castelo Jaquet, que conseguiu adquirir cerca de 10.000. Entre os mais belos exemplares de escultura gótica, estão os três altares conservados no Castelo de Malbork: o altar Grudziadz, construído entre 1370 e 1380, o altar Hamburgo, de 1499, e o altar Teknit, de 1504. Muitos documentos históricos estão conservados no arquivo situado na Torre Klesza, entre os quais se encontram algumas impressões reais e governativas.
A colecção arqueológica é composta principalmente por achados datados da época da Ordem Teutónica. Interessantes elementos desta decoração são telhas finamente decoradas provenientes da Cidade Imperial de Pequim e alguns ladrilhos da Grande Muralha da China. Uma sala do castelo, chamada Heimatmuseum, foi mobilada com os móveis tradicionais da região de Malbork.

## Arquitectura

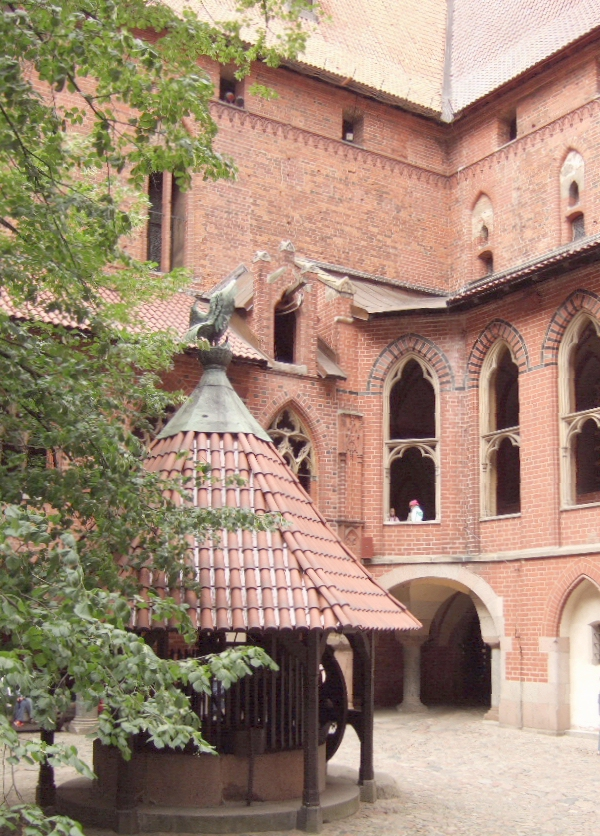
Pátio do Castelo Alto.

O castelo medieval pode ser decidido em três grandes grupos de edifícios principais: o Castelo Baixo, o Castelo Médio e o Castelo Alto. Aos edifícios destas três áreas foram destinadas diferentes tarefas, o que fez com que - de acordo com essas tarefas - também fossem desenhados arquitectonicamente de forma muito diferente.
As três secções em que o Castelo de Malbork de divide são separadas por fossos secos e por torres. O castelo chegou a hospedar, no final da Idade Média, mais de 3.000 pessoas, num espaço fechado dentro de muros de 210.000 m², como já foi dito, mais do quádruplo do Castelo de Windsor.

### O Castelo Alto
O Castelo Alto representa a parte mais antiga do Castelo de Malbork e é do tipo dos fortes, servindo como uma quadrada casa conventual. Este edifício de quatro alas serviu como base e alojamento dos cavaleiros da Ordem. A ala norte do Castelo Alto, concluída em 1280, abrigava a capela e a sala do capítulo, inicialmente o dormitório (Dormitorium) dos irmãos cavaleiros.
Até 1344, a capela foi alargada, sob o Grão-Mestre Dietrich von Altenburg, para Igreja de Santa Maria, fazendo crescer um coro poligonal saliente sobre a estrutura do Castelo Alto. Na parede externa do coro existiu, até 1945, um nicho com uma imagem de Nossa Senhora revestida por mosaico de vidro colorido.

### O Castelo Médio

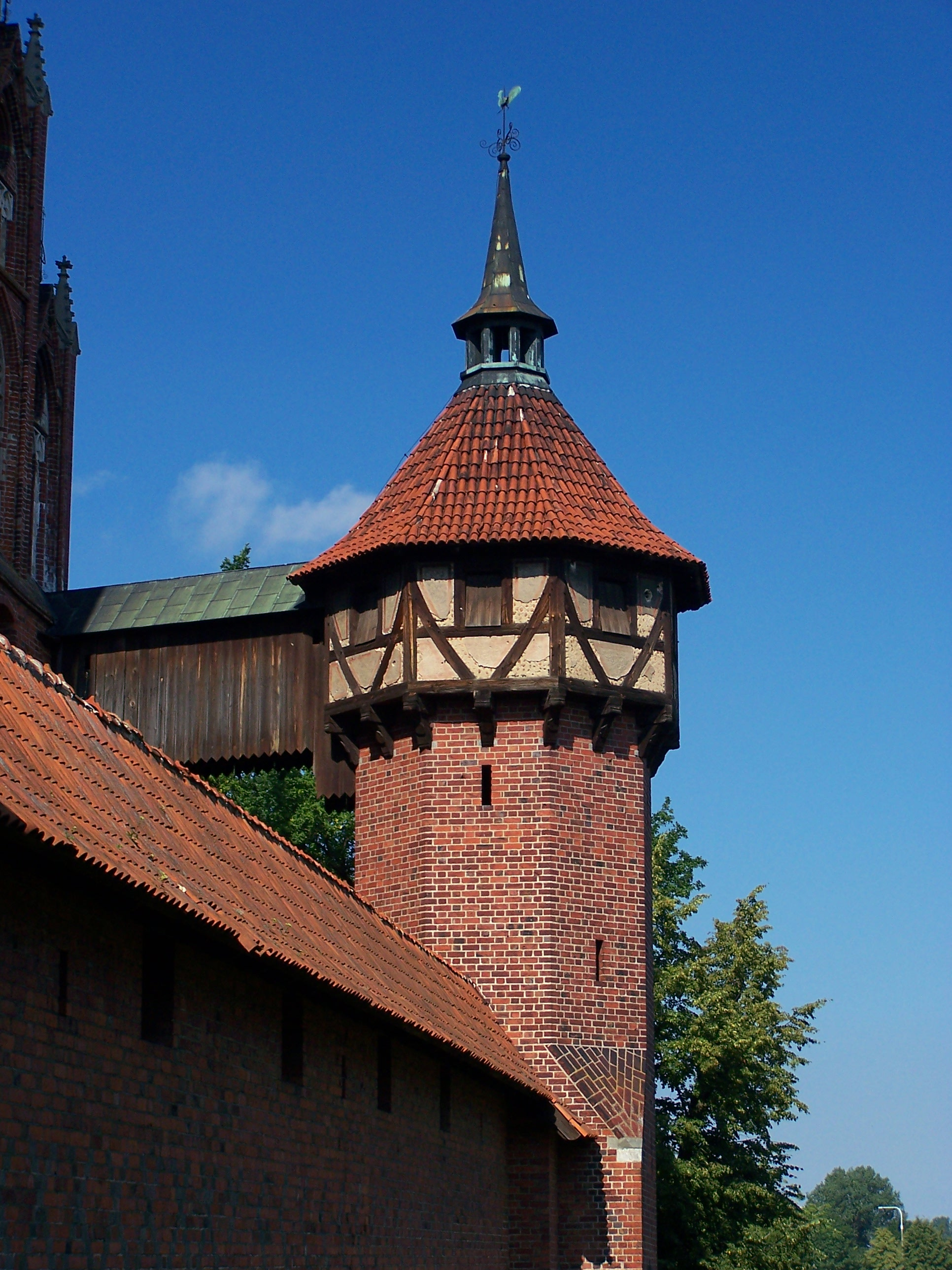
Torre no Castelo Médio.

O Castelo Médio foi construído a partir de 1309 e alojou importantes instalações necessárias à administração da Ordem e do território. No Castelo Médio também estava a residência dos Grão-Mestres com as salas de representação. Sob Siegfried von Feuchtwangen, a sede da Ordem foi mudada de Veneza para Marbork, em 1309, e sob Luther von Braunschweig o Castelo Médio foi ampliado.
A mais significativa construção do Castelo Médio é, provavelmente, o Palácio do Grão-Mestre, que se eleva em quatro pisos. O edifício secular concluído por volta de 1400, provavelmente construído segundo o projecto do arquitecto Nikolaus Fellenstein, vindo de Coblença, apresenta uma arquitectura característica: na sua forma, o Palácio do Grão-Mestre corresponde ao tipo de uma torre residencial (casa-torre) e também tem, além de influências do baixo gótico alemão, elementos típicos da tradição de construção italiana e flamengo-borgonhesa. Assim, o edifício também se refere às extensas relações da Ordem Teutónica na viragem para o século XV. O seu pátio interno é circundado por uma galeria gótica com abóbadas triangulares .
A Porta de Ouro, construída no século XIII, é precedida por um pórtico. A roseta no fecho do arco é esculpida com uma imagem de Jesus Cristo .

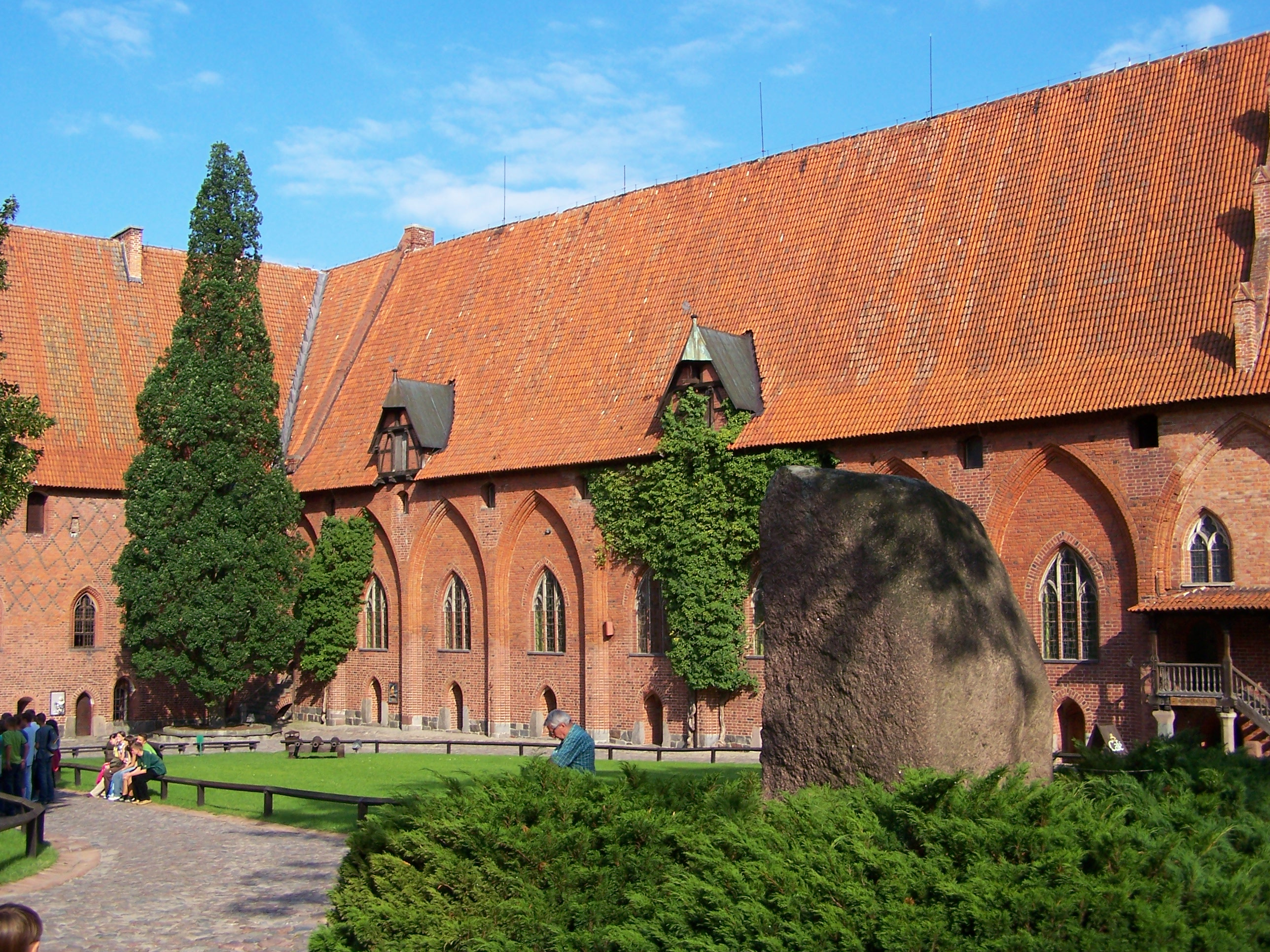
Aspecto do pátio do Castelo Médio.

Os remter de Verão e de Inverno (Remter ou refeitório: forma germanizada da palavra latina Refectorium - sala de jantar), dois salões, de dupla fila de janelas, localizados no Palácio do Grão Mestre, foram construídos como espaços de representação para o Grão-Mestre e incluem na sua arquitectura impressionantes interiores do final da Idade Média. As abóbadas estelares de cada uma das salas quadradas e luminosas são suportadas por uma única coluna delgada de granito.
Uma bola de pedra situada acima da lareira do refeitório de Verão - assim diz a lenda - terá servido para, durante o cerco pelo rei polaco Jagiello em 1410, alvejar o pilar central de apoio com o fim de matar o Grão-Mestre e os seus conselheiros pelo colapso da abóbada.

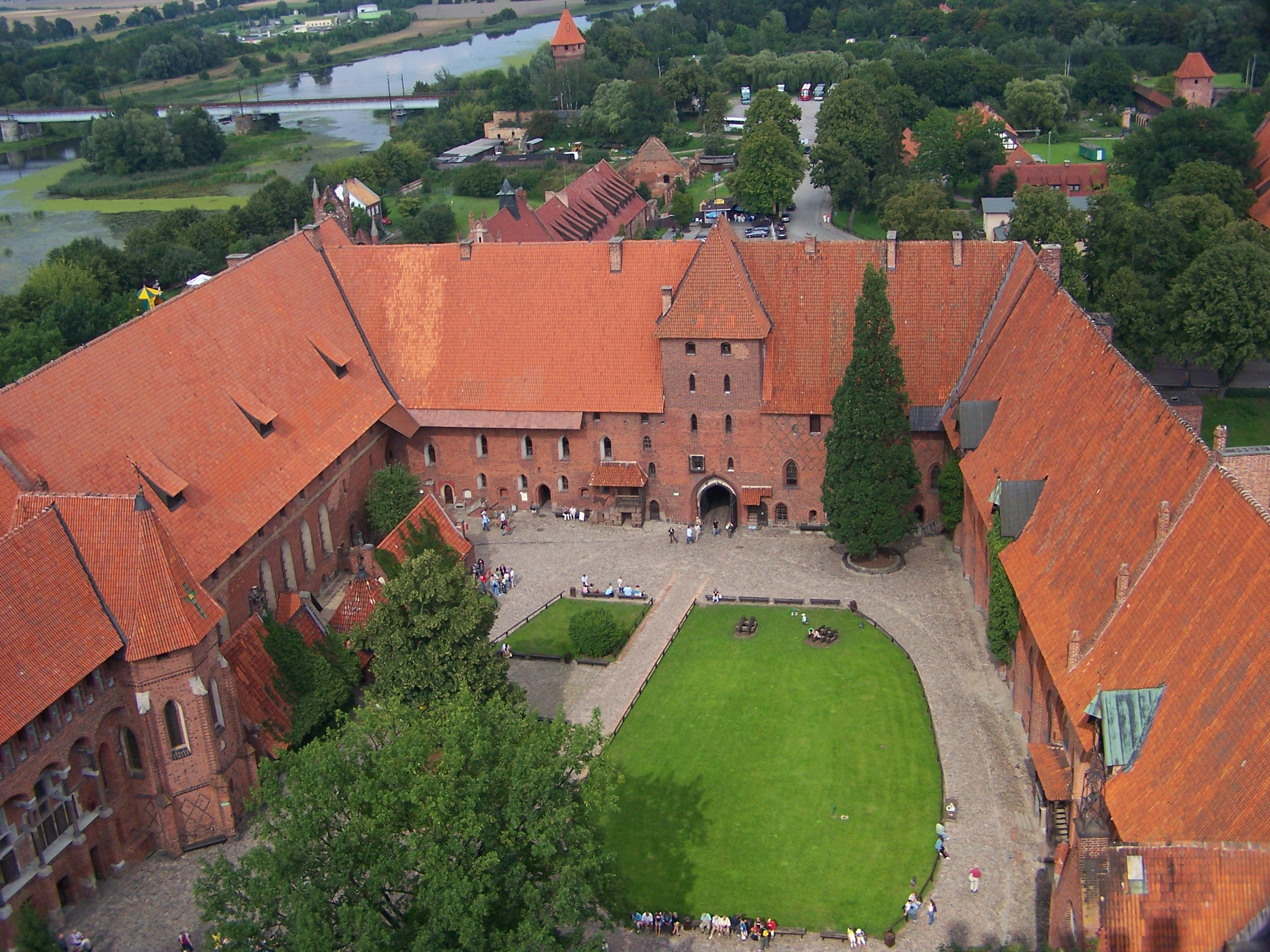
Vista aérea do claustro e das salas do Castelo Médio.

Entre 1822 e 1828, o refeitório de Verão foi reorganizado segundo os planos de Karl Friedrich Schinkel. Com as pinturas efectuadas pelo pintor histórico berlinense Carl Wilhelm Kolbe em colaboração com Albert Höcker, foram criados vitrais que mostram cenas da história da Ordem. No ligeiramente menor refeitório de Inverno encontram-se restos de pinturas murais medievais do pintor Peter vom Anfang, datadas do início do século XV.
Próximo do Palácio do Grão-Mestre, no Castelo Médio, situa-se o grande refeitório, com aproximadamente 30 metros de comprimento, com uma abóbada ligeiramente em estrela que é suportada por três elegantes pilares de granito vermelho. No decorrer do domínio prussiano, o refeitório tornou-se numa arena dedicada às corridas equestres.
Ainda no Castelo Mádio, encontravam-se, por outro lado, as habitações dos soldados e do pessoal. Era ainda aqui que se erguia a Igreja de Santa Maria, dentro da qual foi criada posteriormente a Capela de Santa Ana, na qual estão conservados os túmulos onde se encontram os restos mortais de alguns Grão-Mestres, nomeadamente: Dietrich von Altenburg, Heinrich Dusemer, Winrich von Kniprode, Conrad Zöllner von Rothenstein, Konrad von Jungingen, Michael Küchmeister von Sternberg e Konrad von Erlichshausen.

### O Castelo Baixo

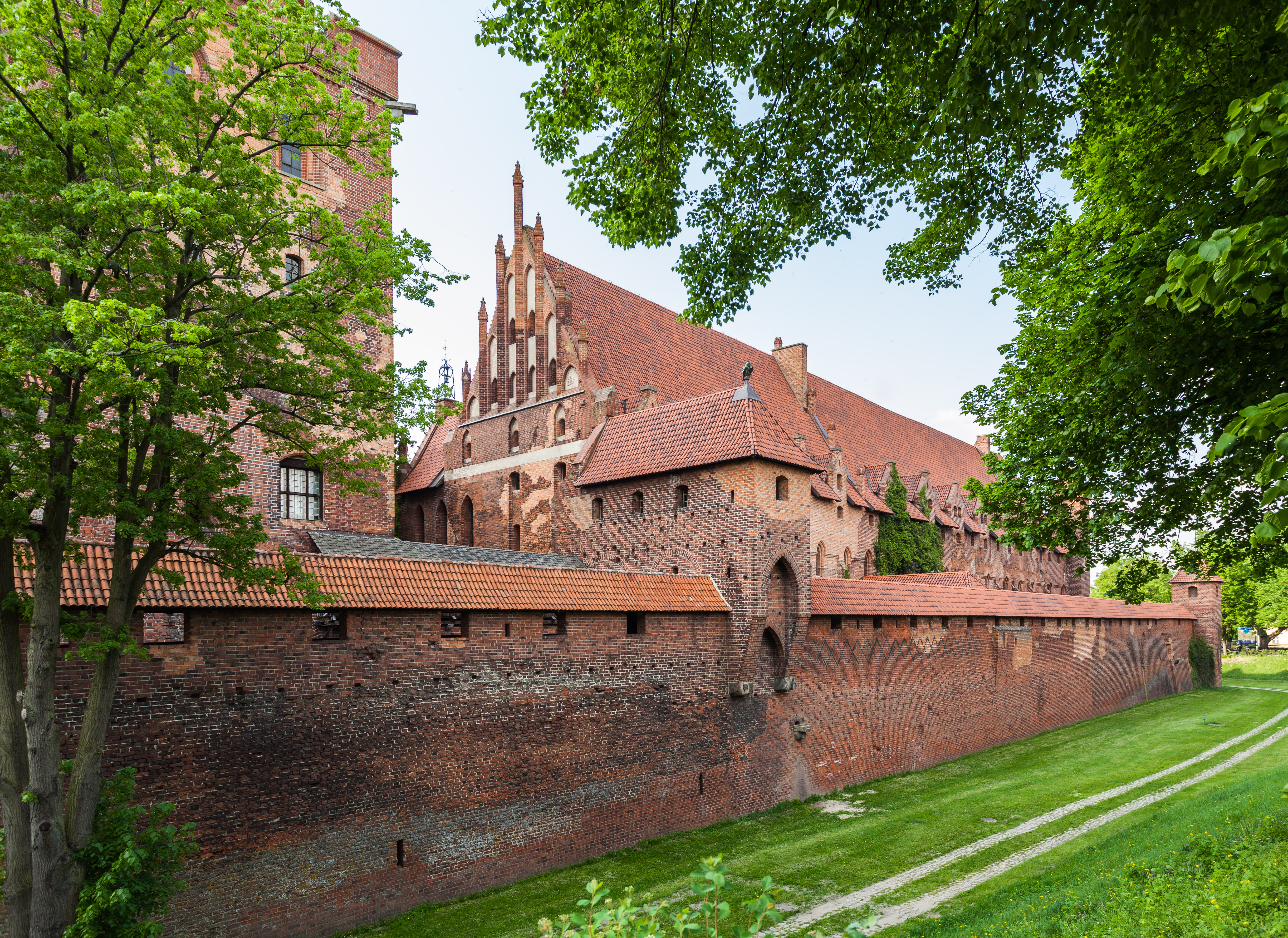
Igreja de São Lourenço, Castelo Baixo.

O Castelo Baixo, que estava começado em 1309, algumas décadas depois da construção das duas primeiras partes devido ao espaço insuficiente à disposição no castelo, hospedou habitações de soldados, o Karwan, espaço de armas de vários géneros, um celeiro e um depósito de armas . Os edifícios, hoje parcialmente reestruturados, hospedam uma pousada.
Na Capela de São Lourenço, um edifício modesto com telhado plano, encostado na parede exterior do Castelo Baixo, realizavam-se os serviços religiosos para os meios-irmãos dos cavaleiros da Ordem alemã, em vez de servir as irmãs.
A capela contém uma das maiores obras-primas do século XIV nas terras da Ordem, o altar do castelo da Ordem em Grudziądz. O Grão-Mestre Dietrich von Altenburg mandou construir a casa do Komtur (comandante) e uma ponte de madeira sobre o rio.
Um reforço das defesas foi realizado, em meados do século XV, sob Heinrich von Plauen (o Baluarte Plauen). É desde essa época um intrincado sistema de muros de pedra em zwinger, por vezes com quatro anéis de muralha. As paredes defensivas norte e leste do Castelo Baixo foram construídas no período de 1656 a 1659 pelos suecos.

## Visitas
- Aberto diariamente, com limitação apenas às segundas-feiras.
- No Inverno, o castelo está aberto, apenas, nos dias livres de neve.
- Está aberto durante todo o Verão desde manhã até tarde na noite (com guia ou individualmente com sistema áudio).

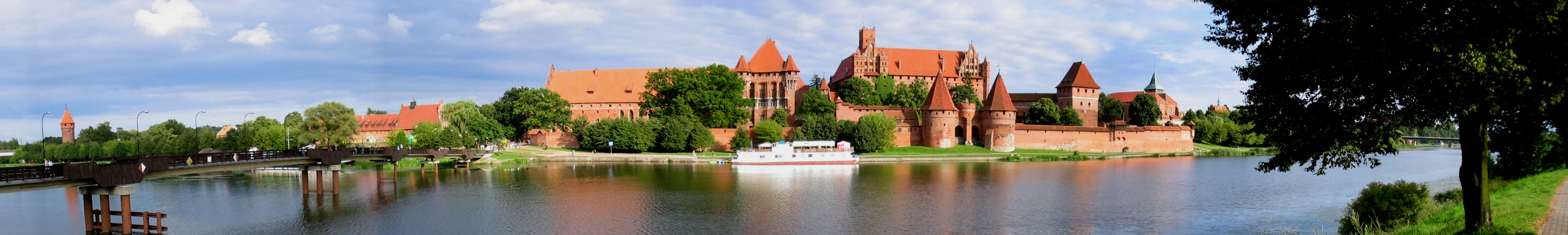
Vista panorâmica do Castelo de Malbork